# Copias pintadas por Van Gogh
Las copias de Vincent van Gogh forman un grupo importante de pinturas que el artista creó entre 1887 y principios de 1890, y pueden considerarse ejemplos de apropiacionismo. Cuando Van Gogh se internó voluntariamente en el sanatorio psiquiátrico del monasterio de Saint-Paul-de-Mausole, en la localidad francesa de Saint-Rémy-de-Provence, durante los fríos meses del invierno tenía dificultad para hallar temas pictóricos. Con miras a renovarse artísticamente, copió más de 30 obras de pintores a los que admiraba. Unas 21 de ellas son copias de Jean-François Millet o están inspiradas en la obra de este artista francés. Lejos de hacer meras réplicas, Van Gogh procuraba ser fiel a los temas y la composición originales, y amalgamarlos con su perspectiva, paleta y técnica. El simbolismo y el color expresan un significado espiritual y el bienestar emocional que el pintor alcanzó entonces. Según su hermano Theo van Gogh, las obras de esta serie se cuentan entre las mejores de la producción de Vincent.

## Antecedentes
Durante los meses del invierno en Saint-Rémy, Van Gogh estaba escaso de temas que pintar. La vida en el sanatorio de Saint-Paul le limitaba la libertad que había gozado hasta entonces; hacía demasiado frío para trabajar al aire libre, y no disponía de modelos para sus cuadros. El pintor optó por copiar algunas de las obras ajenas que más le gustaban, y estas llegaron a ser la inspiración principal de su producción en el invierno. La Piedad (copia de Delacroix) marca el inicio de la serie de cuadros que Van Gogh reprodujo de pintores como Jean-François Millet, Honoré Daumier o Rembrandt. La obra de Millet, quien influyó mucho en Van Gogh, figura destacadamente en la serie. Acerca de estas copias, Vincent le escribió a Theo: "Empecé a hacerlas sin querer, y ahora me doy cuenta de que puedo aprender de ellas y me infunden una especie de consuelo. El pincel se mueve entre mis dedos como el arco sobre las cuerdas de un violín: de forma totalmente placentera".
La serie comprende varios cuadros de tema religioso, como La Piedad, que son excepciones notables en la producción de Van Gogh. El sanatorio de Saint-Paul, alojado en un antiguo monasterio, quizá le diera parte de la inspiración para ese tema. La devoción de las monjas a veces lo exasperaba, pero no cabía duda de que la religión le brindaba alivio. Escribió: "No soy indiferente, y los pensamientos piadosos a menudo me consuelan en mi sufrimiento".
Los representantes del Museo Van Gogh, en Ámsterdam, aventuran que el pintor quizá se identificara con Cristo, "quien también había padecido y al que habían malentendido", y señalan el parecido que algunos expertos ven entre Van Gogh y el Cristo de barba roja de La Piedad, así como el Lázaro de la copia de Rembrandt. Aun así, no hay manera de saber con certeza si esta era la intención del artista.

## Copia de Émile Bernard
Émile Bernard, un pintor y místico católico francés, era amigo íntimo de Van Gogh, en quien influyó artísticamente de varias maneras. Delineaba las figuras en negro, a semejanza de las xilografías religiosas medievales, lo que les daba un aspecto aplanado más primitivo. El Trigal con cuervos de Van Gogh es un ejemplo del modo en que la forma simplificada de Bernard influyó en su obra. Bernard también le enseñó al neerlandés a manipular la perspectiva. Así como Van Gogh expresaba emociones con su paleta, empleó la distorsión de la perspectiva como medio de expresión artística y vehículo para "modernizar" su obra.
Para demostrar el uso compartido de los puntos de vista artísticos, Van Gogh copió en acuarela un boceto de Bernard de una mujer bretona. Van Gogh le escribió al francés sobre una utopía en la que los artistas colaborarían entre sí, centrados en una idea común, a fin de alcanzar alturas artísticas "inalcanzables para el individuo aislado". Eso no significaba, aclaró, que varios artistas pintasen el mismo cuadro, sino que cada uno crearía una obra propia que, "sin embargo, iría de la mano de las otras, y todas se complementarían entre sí". Los cuadros de mujeres bretonas son uno de los muchos ejemplos de cómo Van Gogh y su amigo pusieron sus temperamentos y talentos únicos al servicio de una misma idea.

Van Gogh le escribió a Bernard sobre su cuadro Bretonas en un prado, que éste había intercambiado con Paul Gauguin: "Le aclaro que estaba ansioso por ver la clase de cosas que hay en ese cuadro suyo que tiene Gauguin: las mujeres bretonas que andan en un prado tan bellamente compuesto, con un contraste cromático de semejante ingenuidad". Gauguin pintó un cuadro, La visión tras el sermón, que quizá se inspirase en los cuadros de mujeres bretonas de Bernard.

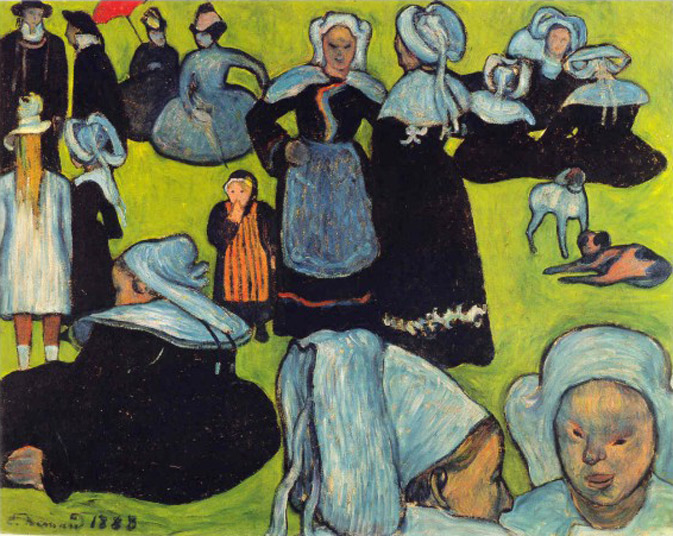
Émile Bernard, Bretonas en un prado, agosto de 1888.
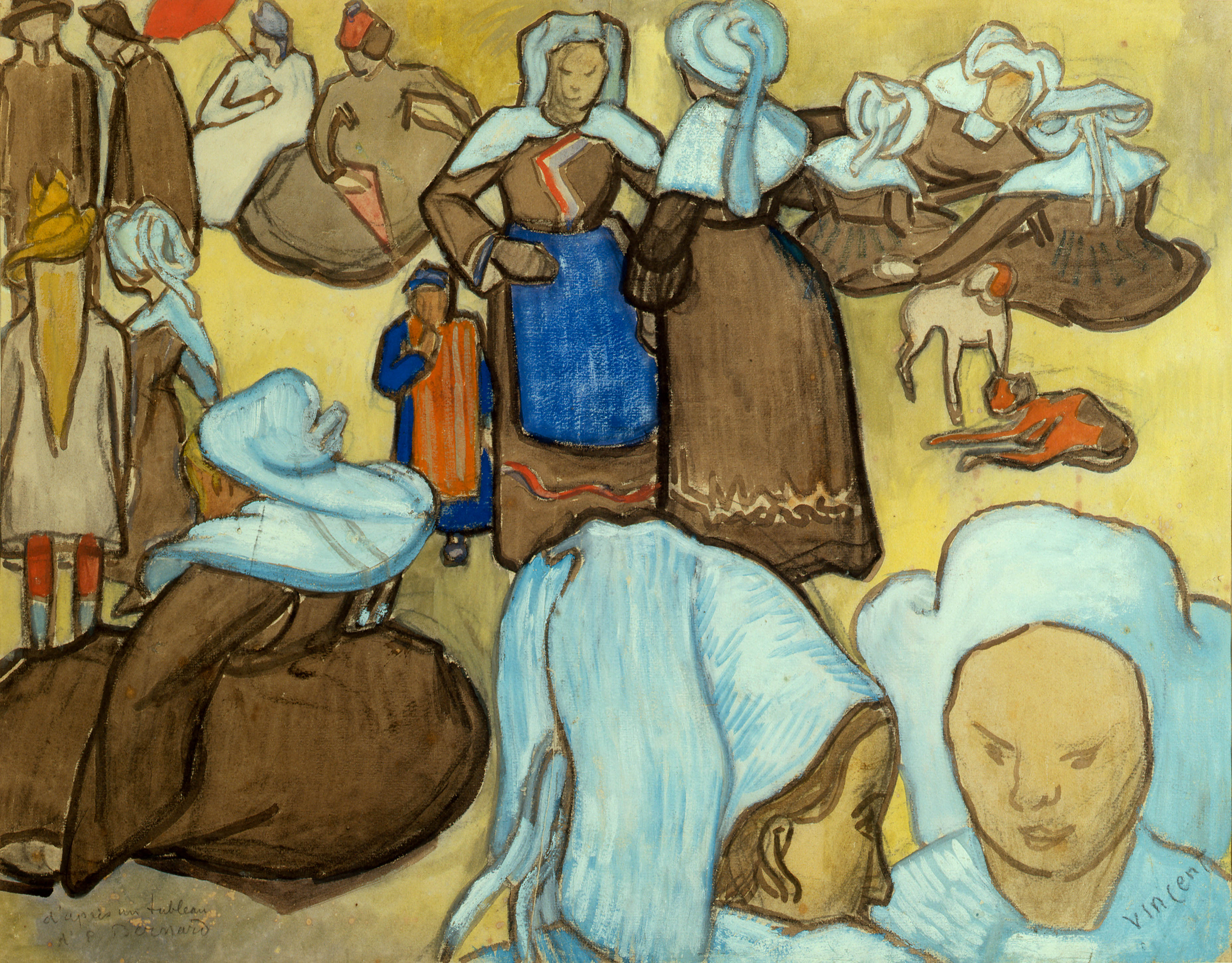
Vincent van Gogh, Mujeres y niños bretones, noviembre de 1888, Galería de Arte Moderno, Milán.

## Copia de Virginie Demont-Breton
Van Gogh copió el cuadro El hombre está en el mar, de Virginie Demont-Breton (hija de Jules Breton), que estuvo expuesto en el Salón de París de 1889. La copia de Van Gogh representa la misma escena, una madre sentada apaciblemente junto al fuego con su hijito en el regazo, casi enteramente en matices de violeta,.

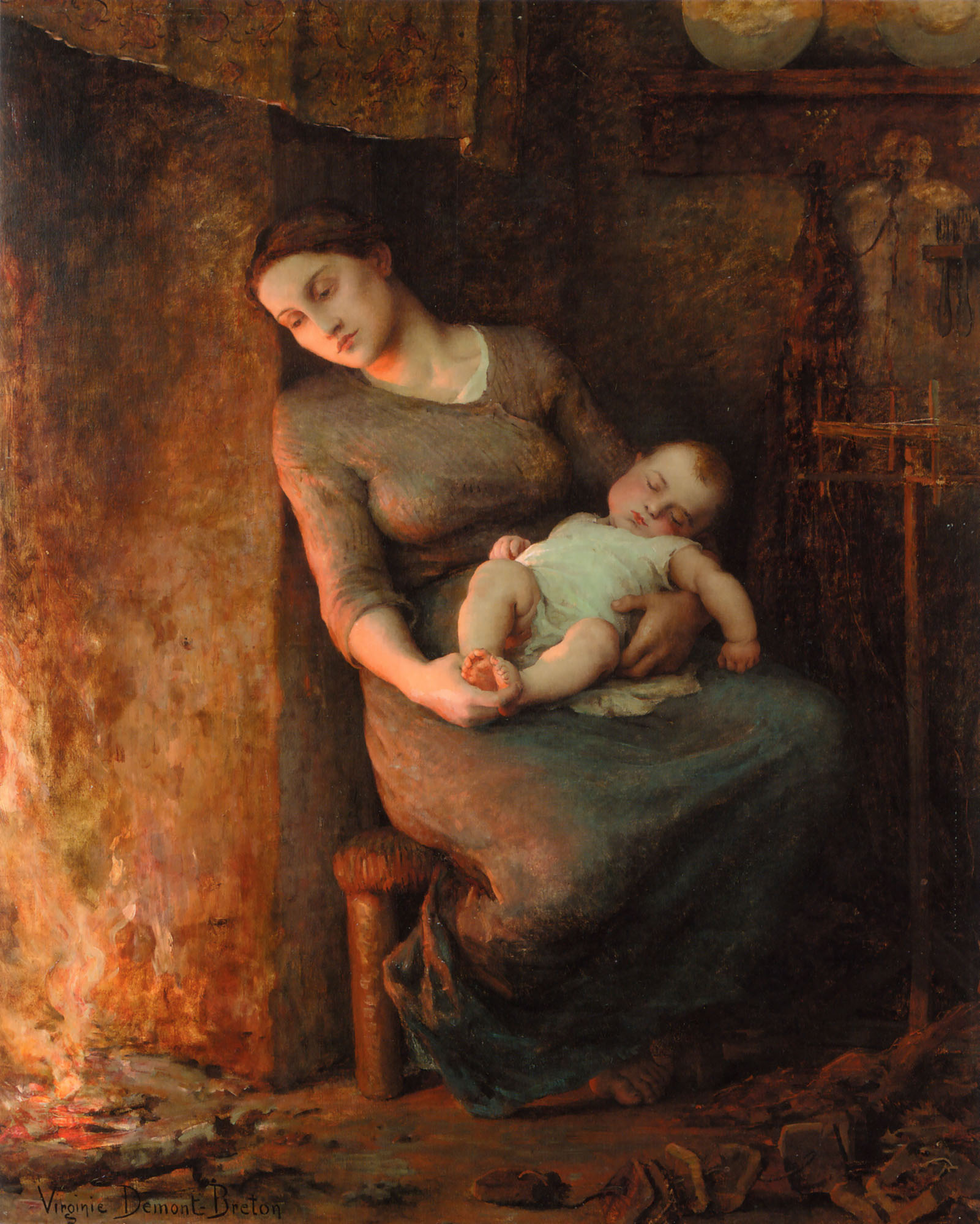
Virginie Demont-Breton, El hombre está en el mar, óleo sobre lienzo.
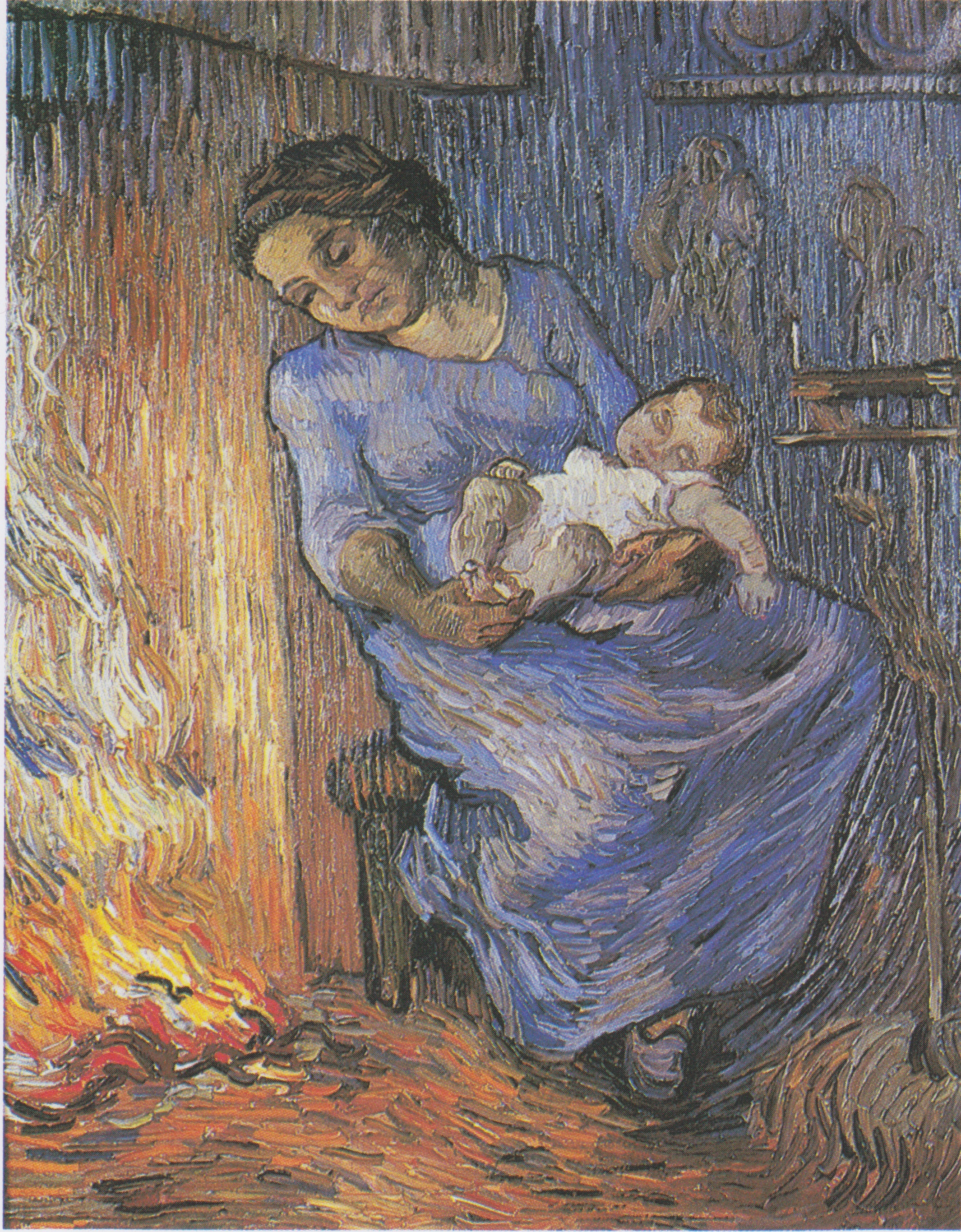
Vincent van Gogh, El hombre está en el mar (copia de Demont-Breton),1889.

## Copia de Honoré Daumier
En 1882 Van Gogh había dicho que Las cuatro edades de un bebedor, de Honoré Daumier, le parecía un cuadro hermoso y conmovedor.
Van Gogh le escribió a su hermano Theo sobre la humanidad y perspectiva artísticas de Daumier: "Lo que tanto me impresionó entonces fue el carácter resuelto y varonil de la concepción de Daumier, algo que me sugirió que debe de ser bueno pensar y sentir así, desestimar o ignorar un sinfín de cosas y concentrarse en lo que nos hace erguirnos y reflexionar, en lo que nos conmueve como seres humanos más directa y personalmente que los prados o las nubes". Entre las aptitudes artísticas de Daumier se contaban la pintura, la escultura y la litografía, y era célebre como crítico social y político.

Van Gogh pintó Hombres bebiendo, copia de Los bebedores de Daumier, en Saint-Rémy, hacia febrero de 1890.

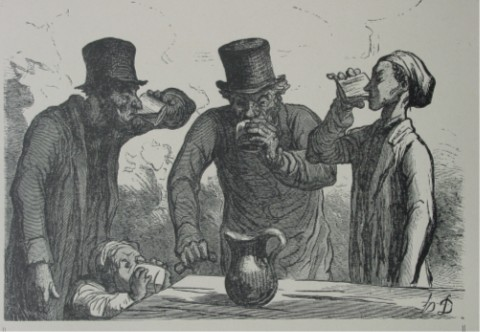
Honoré Daumier, Los bebedores, 1862; publicado en Le Monde Illustré del 25 de octubre de 1862, bajo el título "Physiologie du buveur, les quatre ages" ("Fisiología del bebedor, las cuatro edades").
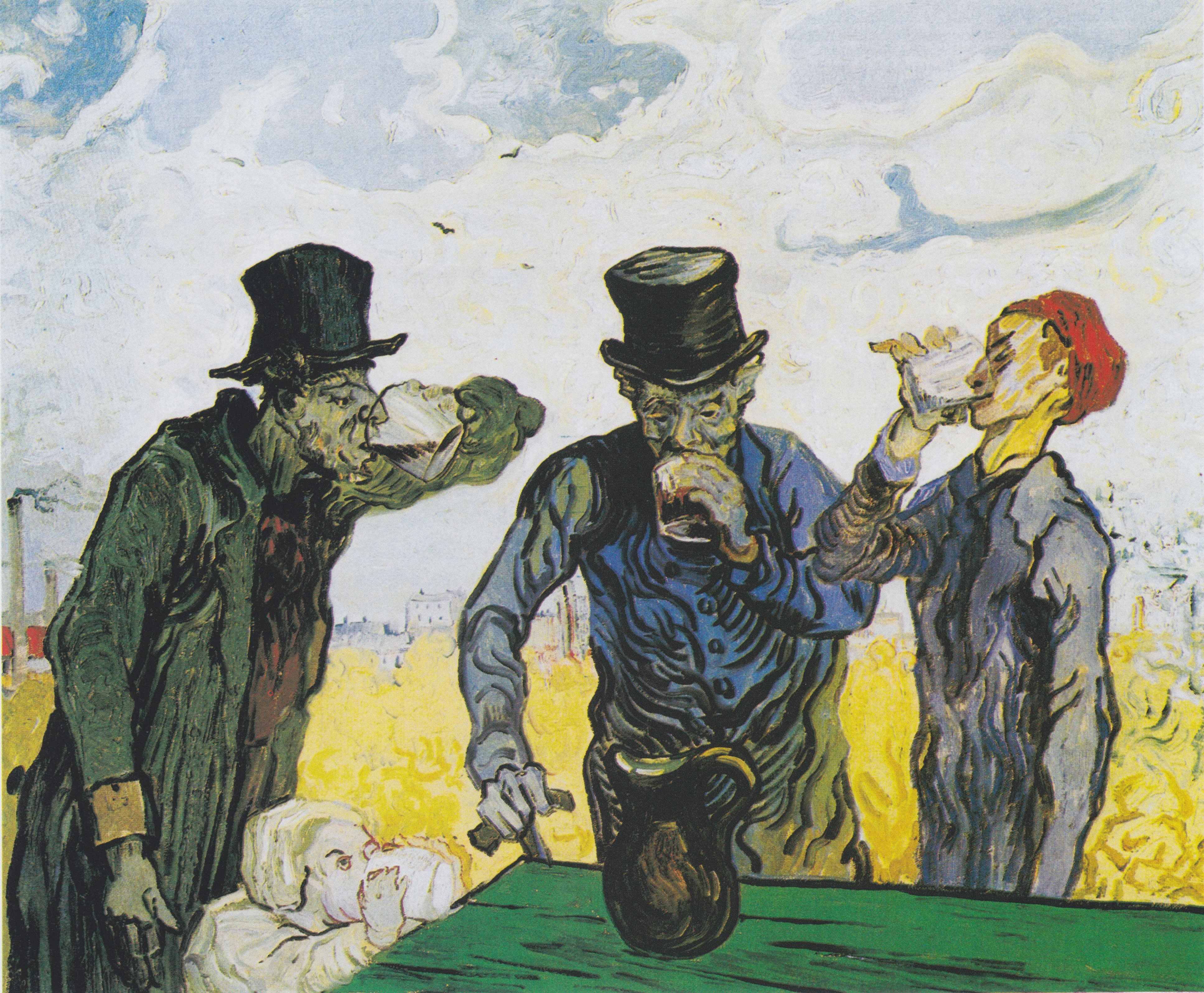
Vincent van Gogh, Hombres bebiendo (copia de Daumier), 1890, Instituto de Arte de Chicago.

## Copias de Eugène Delacroix

### Antecedentes
Motivado por el libro Imitación de Cristo, en el que se describe a Jesús como un siervo que padece, Van Gogh pintó reproducciones de La Piedad y El buen samaritano de Eugène Delacroix. En vez de representar a "un Cristo triunfante en toda su gloria", el neerlandés lo plasmó en sus momentos de mayor tristeza y dolor: su crucifixión y muerte. Sobre el modo en que Delacroix abordaba la representación de figuras y escenas de la historia sagrada, Van Gogh escribió: "Cuando Delacroix pintaba el huerto de Getsemaní, había ido antes a un olivar para ver cómo es, y lo mismo tratándose del mar azotado por una tempestad, y porque debe de haber pensado que los personajes históricos, dogos de Venecia, cruzados, apóstoles, mujeres santas, eran del mismo tipo y vivían de igual manera que sus descendientes actuales".
La influencia de Delacroix contribuyó al crecimiento artístico y el conocimiento de la teoría del color de Van Gogh. A su hermano Theo le escribió: "Lo que tanto admiro de Delacroix... es que nos hace sentir la vida de las cosas, y la expresión del movimiento, que domina absolutamente su paleta".

### Tabla de copias de Delacroix
| Versión de Van Gogh | Nombre, fecha y localización                                                                                  | Comentarios |
| ------------------- | --- | --- |
|                     | El buen samaritano (copia de Delacroix) 1890 Museo Kröller-Müller, Otterlo, Países Bajos                      | En 1889 Van Gogh expresó su deseo de copiar cuadros, entre ellos, El buen samaritano de Delacroix, como experiencia de aprendizaje. |
|                     | La Piedad (copia de Delacroix), primera versión,1889 Colección de Arte Religioso Moderno, Ciudad del Vaticano | Van Gogh hizo las copias de La Piedad con base en una litografía del cuadro de Delacroix. Conservó el tema y la composición del original, pero aportó su estilo propio a la copia. Sobre La Piedad original escribe: "El Delacroix es una Piedad; es decir, el Cristo sin vida con la Madre Dolorosa. El cuerpo lacio yace en tierra a la entrada de una cueva, con las manos extendidas ante sí y un poco hacia el lado izquierdo, y la mujer está detrás de él. Es el anochecer después de una tormenta, y la figura desolada, de ropas azules—sueltas y agitadas por el viento—, se perfila nítidamente contra un cielo donde flotan nubes violetas de bordes dorados. Ella también extiende los brazos vacíos ante sí en vehemente ademán de desesperación, y vemos las manos fuertes de una trabajadora. La figura de ropas ondeantes es casi tan ancha como alta. La cara del hombre muerto está en la sombra, mientras que la cabeza pálida de la mujer destaca claramente contra una nube, un contraste que las hace parecer dos flores, una de tonos sombríos y la otra luminosa, dispuestas de tal modo que intensifican mutuamente el efecto". |
|                     | La Piedad (copia de Delacroix) 1889 Museo Van Gogh, Ámsterdam                                                 | El Museo Van Gogh cita una carta en que el autor cuenta cómo empezó a trabajar precipitadamente en La Piedad: "La litografía de Delacroix, junto con otras varias, cayó en mis óleos y pinturas y se dañó, lo que me afectó mucho, y ahora estoy ocupado pintándola, como verás". Aunque manchada, la litografía sobrevivió. |

## Copia de Gustave Doré
Van Gogh pintó La ronda de los presos (copia de Gustave Doré) en Saint-Rémy-de-Provence. Esta reproducción, como las de Delacroix y Rembrandt, evoca la sensación de aislamiento del artista, semejante a la de un preso o moribundo. Pese a este aspecto triste, la obra también expresa consuelo. En una carta a su hermano Theo, Vincent cuenta que le costó mucho trabajo pintar esta copia y la de Hombres bebiendo (de Daumier).

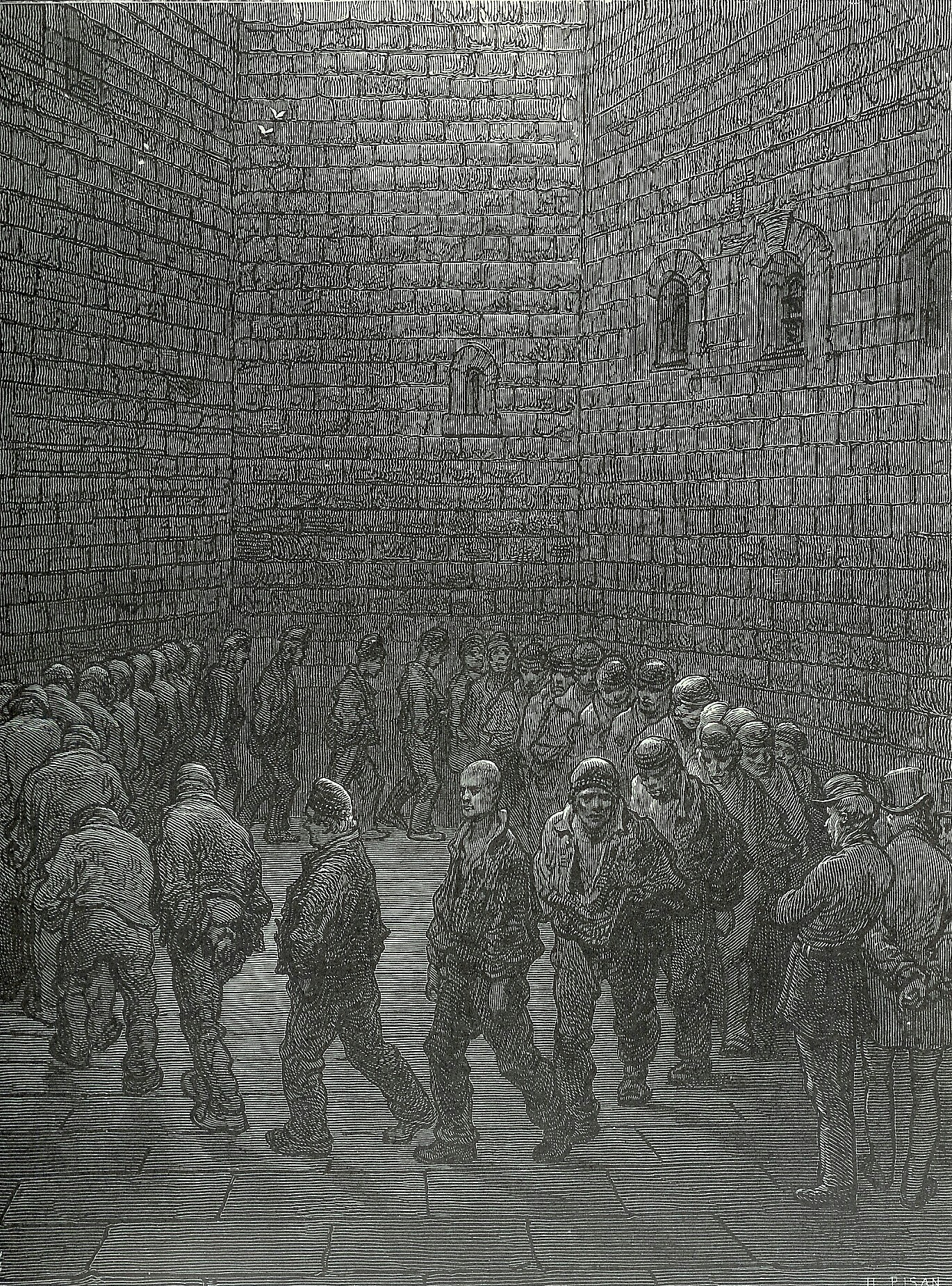
Gustave Doré, Patio de ejercicio de la cárcel de Newgate, que ilustra London: A pilgrimage, de Gustave Doré y Blanchard Jerrold, 1872.
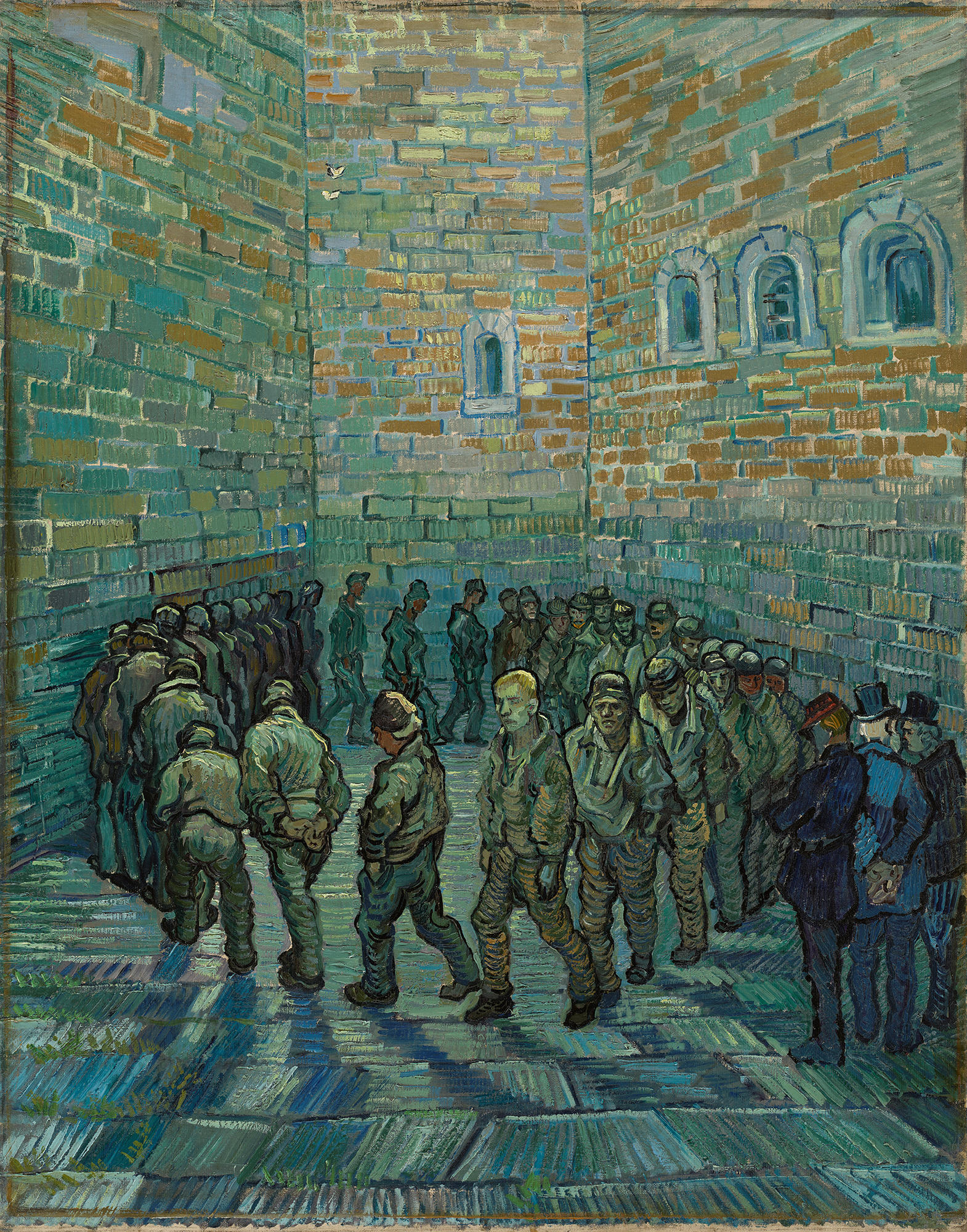
Vincent van Gogh, La ronda de los presos (copia de Doré), 1890, Museo Pushkin, Moscú.

Después del funeral de Van Gogh, Émile Bernard escribió acerca de los cuadros que rodeaban el féretro:  "En las paredes del cuarto donde lo velamos se habían colgado sus últimos lienzos formando una especie de halo, y el resplandor del genio que irradiaban hizo que su muerte nos doliera aún más a los pintores que allí estábamos". De la copia de Doré dijo: "El cuadro de los condenados que andan en círculo entre los altos muros de la cárcel, inspirado por Doré, es de una ferocidad aterradora, y simboliza el fin de Van Gogh. ¿No fue así su vida, una prisión de altísimas paredes? Y las personas que dan vueltas sin cesar en ese foso, ¿no son los artistas pobres, las pobres almas malditas que pasan bajo el látigo del Destino?".

## Copia de Keisai Eisen
Van Gogh conoció la xilografía japonesa cuando vivía en Amberes. En mayo de 1886 apareció en la portada de Paris Illustré un grabado de Keisai Eisen que inspiró a Van Gogh a pintar La cortesana. Todo el número de la revista está dedicado a Japón.  El escritor japonés Tadamasa Hayashi, que vivía en la Ciudad Luz, dio a conocer a los parisienses su país de origen, incluidos su historia, clima, artes visuales, costumbres, religión, educación, y el carácter de su gente.

Van Gogh copió y amplió la imagen. Creó un fondo amarillo vivo y un colorido kimono.  Influido por otros grabados japoneses, agregó un "paisaje acuático" de bambú y nenúfares.  Adornó los márgenes con una barca, ranas y grullas (en la Francia del siglo XIX se usaban los nombres de ambos animales para designar a las prostitutas).

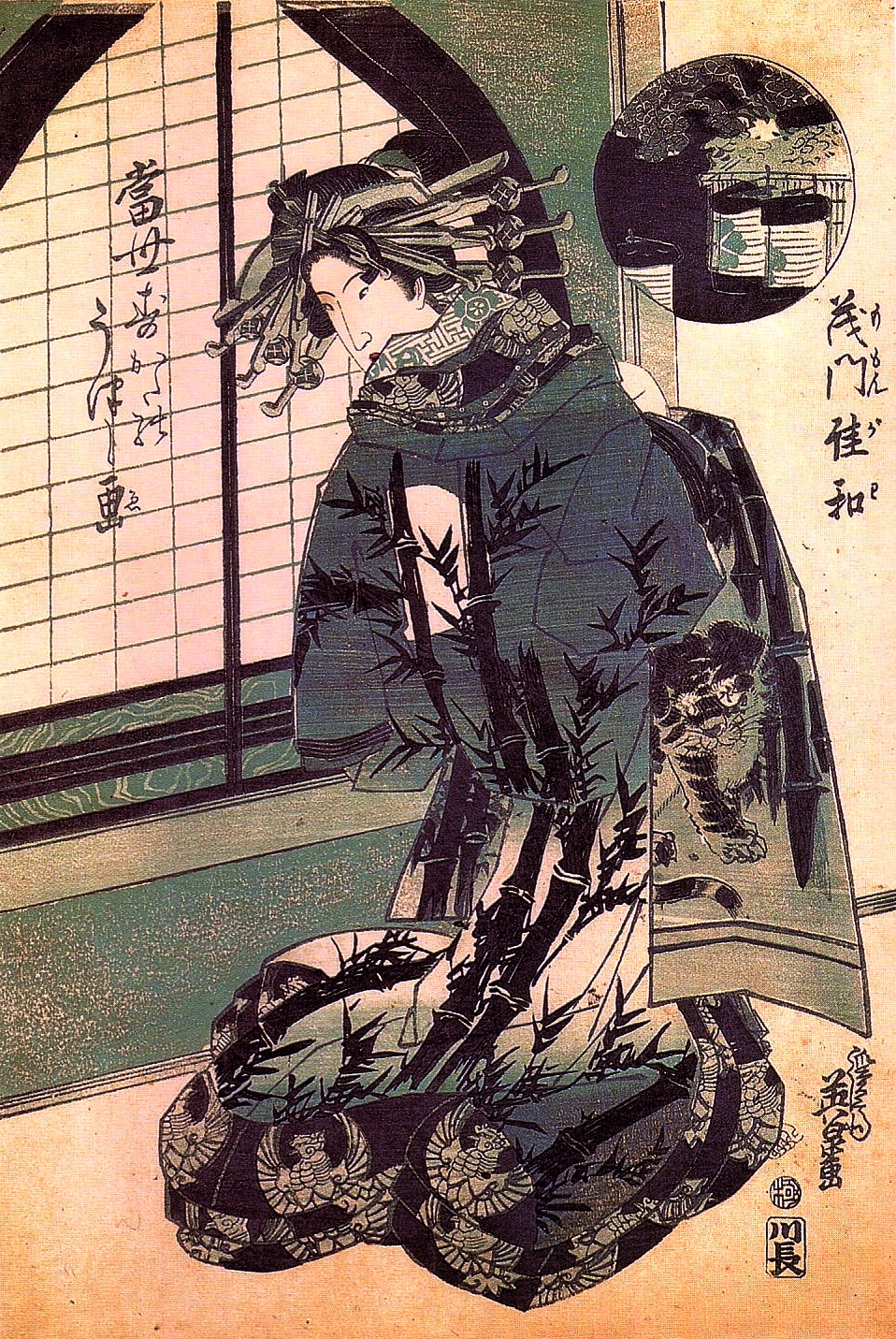
Keisai Eisen, Una cortesana (Nishiki-e, en japonés).
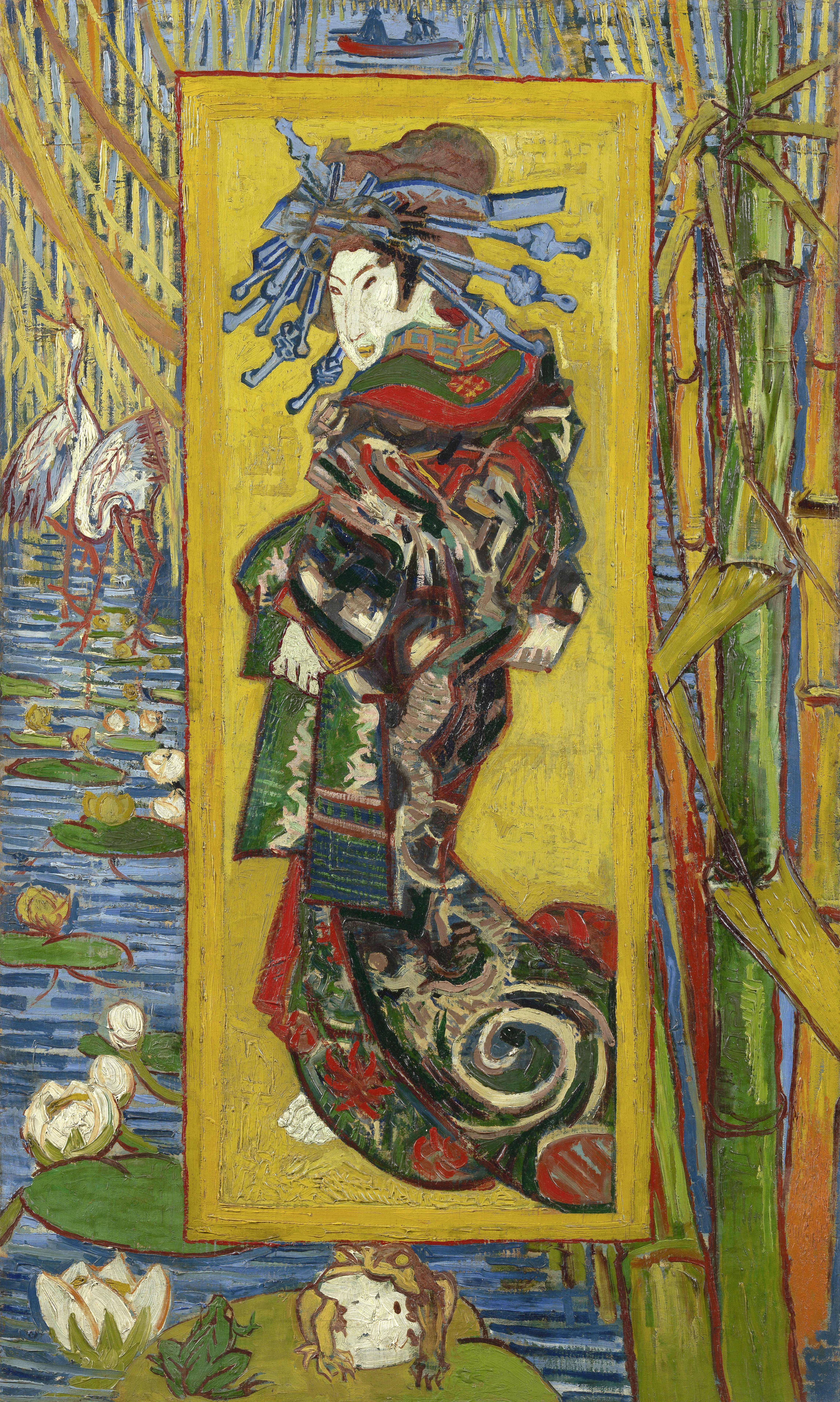
Vincent van Gogh, La cortesana (copia del grabado de Eisen), 1887, Museo Van Gogh, Ámsterdam.

## Copias de Utagawa Hiroshige
A mediados del siglo XIX, Japón se abrió al comercio internacional, lo que puso el mercado del arte japonés al alcance de los marchantes occidentales. Las xilografías de Utagawa Hiroshige y Katsushika Hokusai, del género ukiyo-e, influyeron mucho en Van Gogh por lo que toca a los hermosos temas y el estilo de colores planos, sin matices. Van Gogh coleccionó cientos de xilografías japonesas y equiparó las de los grandes maestros, como Hiroshige, con los grabados de Rembrandt, Frans Hals, y Vermeer. Exploró las diversas influencias, y las moldeó para crear un estilo propio único. Los cuadros "japoneses" representan la búsqueda de serenidad del neerlandés, la cual describe en una carta a su hermana en esa época: "Lograr el mayor grado posible de esta serenidad, aunque se sepa poco de ella —nada en realidad—, tal vez sea mejor remedio para las enfermedades que cuantos venden en las boticas".
Hiroshige, uno de los últimos maestros del ukiyo-e, era célebre por sus series de grabados de sitios emblemáticos japoneses.

### Japonismo:Ciruelo en flor(copia deHiroshige)
Se cree que el Ciruelo en flor es el primero de tres óleos pintados por Van Gogh a imitación de las xilografías japonesas de Utagawa Hiroshige. En ellos empleó el color para semejar el efecto de la tinta del grabador; por ejemplo, el rojo y los verdes del fondo y el blanco verdoso de las flores. Después de mudarse a Arlés, Van Gogh le escribió a su hermana que ya no tenía que soñar con ir a Japón, "porque siempre me digo que aquí estoy en Japón".

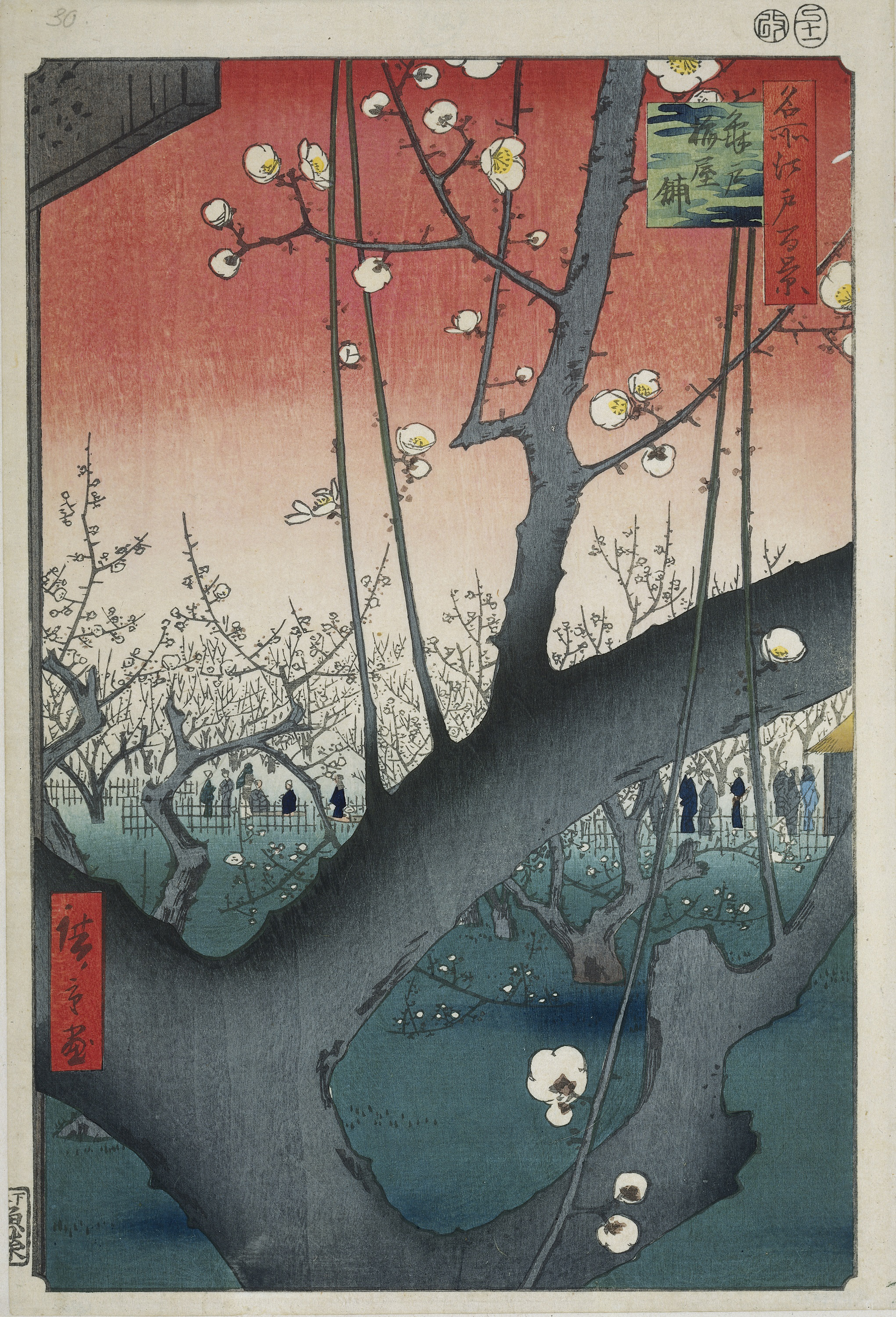
Utagawa Hiroshige, Huerto de ciruelos en Kameido.
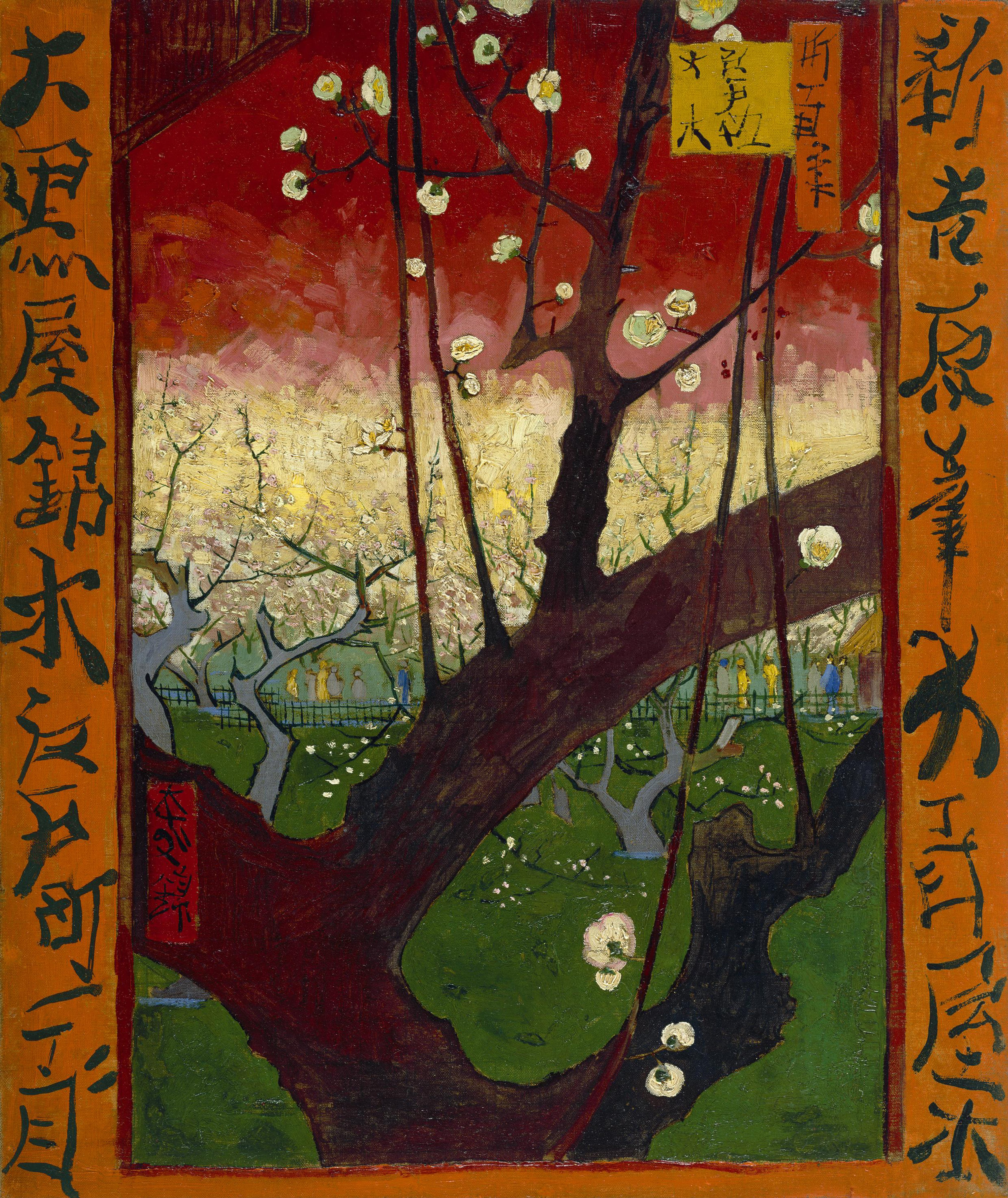
Vincent van Gogh, Ciruelo en flor (copia de Hiroshige), 1887, Museo Van Gogh, Ámsterdam.

### Japonismo:Puente bajo la lluvia(copia deHiroshige)
La xilografía El puente Ōhashi en Atake bajo una lluvia repentina, de Hiroshige, que figuraba en la colección de Van Gogh, lo inspiró por su simplicidad. El chubasco, por ejemplo, se representa con rayas paralelas. Era una técnica venerada, pero difícil de ejecutar al tallar el molde de madera para imprimir. En la copia al óleo, las pinceladas de Van Gogh "suavizaron la brusquedad de la xilografía japonesa". La caligrafía, tomada de otros grabados japoneses, llena los márgenes en torno a la imagen. En vez de seguir la paleta del original, Van Gogh usó colores vivos y contrastantes.

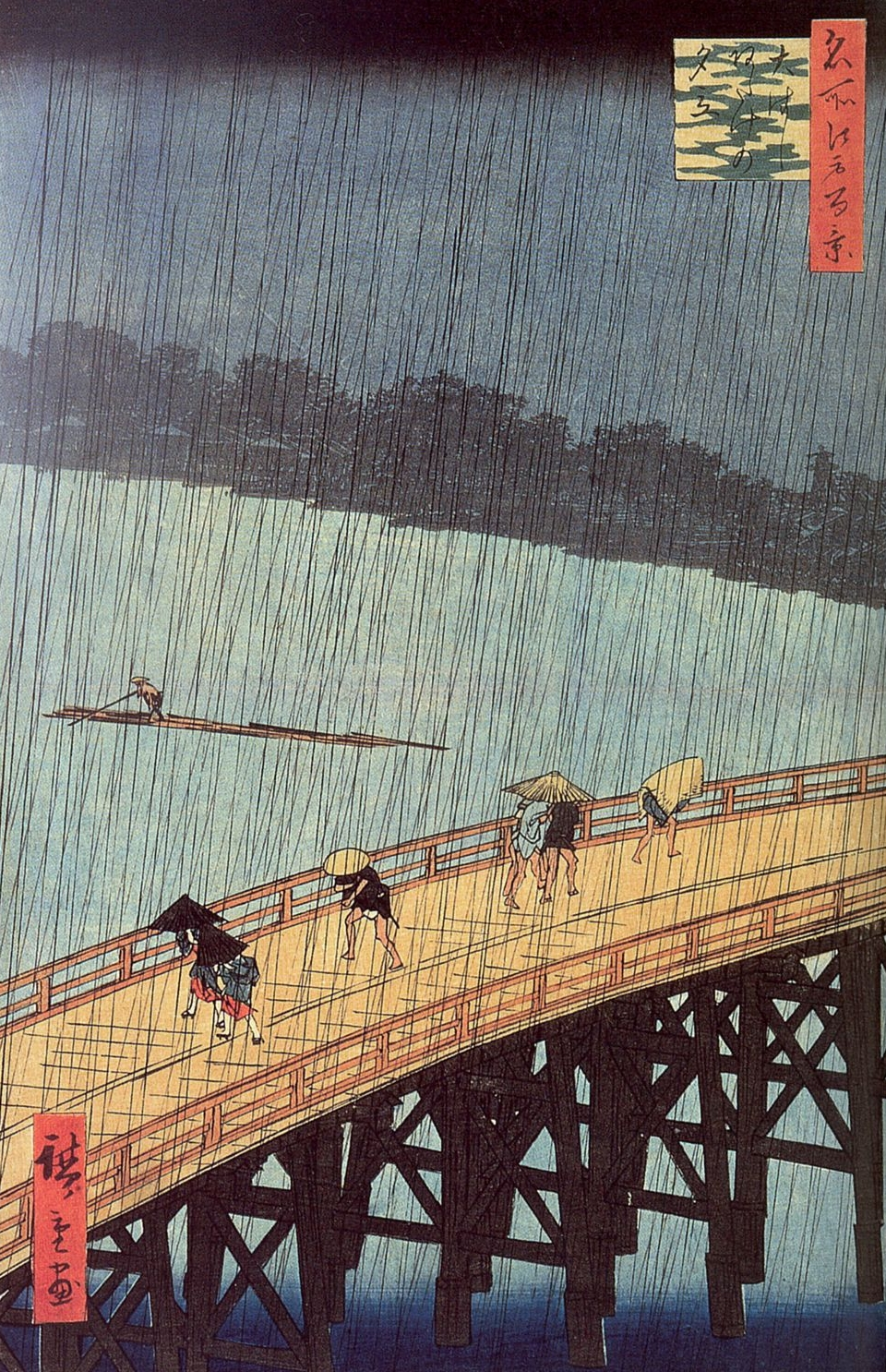
Hiroshige, El puente Ōhashi en Atake bajo una lluvia repentina.
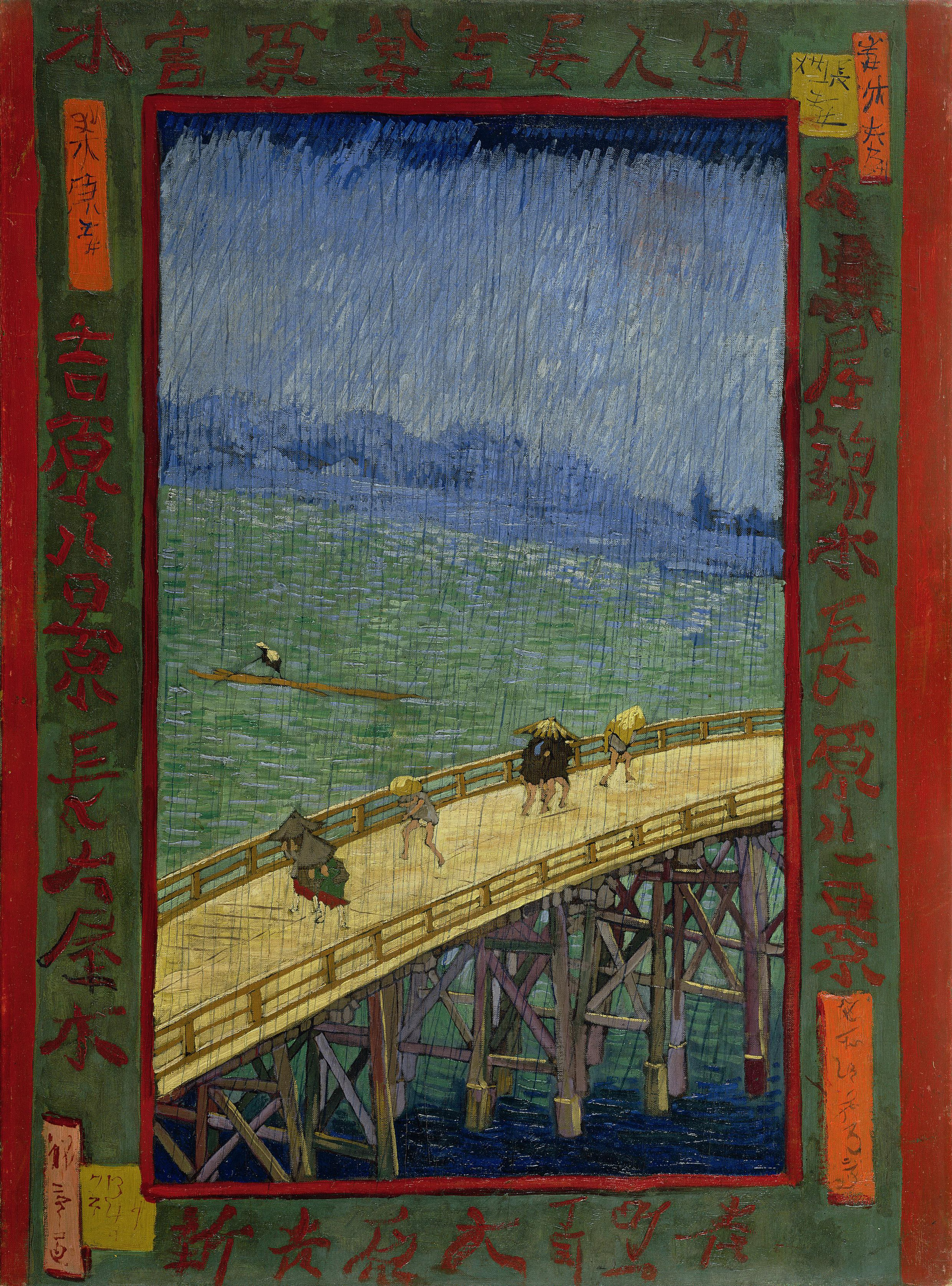
Vincent van Gogh, Puente bajo la lluvia (copia de Hiroshige), 1887, Museo Van Gogh, Ámsterdam.

## Copia de Jacob Jordaens
Van Gogh utilizó el tema y la composición de Jordaens para crear su versión de Vacas. Un artista posterior, el estadounidense Edward Hopper, pintó un cuadro inspirado en el de Jordaens. Tanto el Jordaens como el Van Gogh se encuentran en el Palais des Beaux-Arts de Lille, en Francia. El historiador del arte neerlandés Jan Hulsker señala que el Van Gogh es un estudio de color de un aguafuerte que el doctor Paul Gachet hizo del Jordaens.

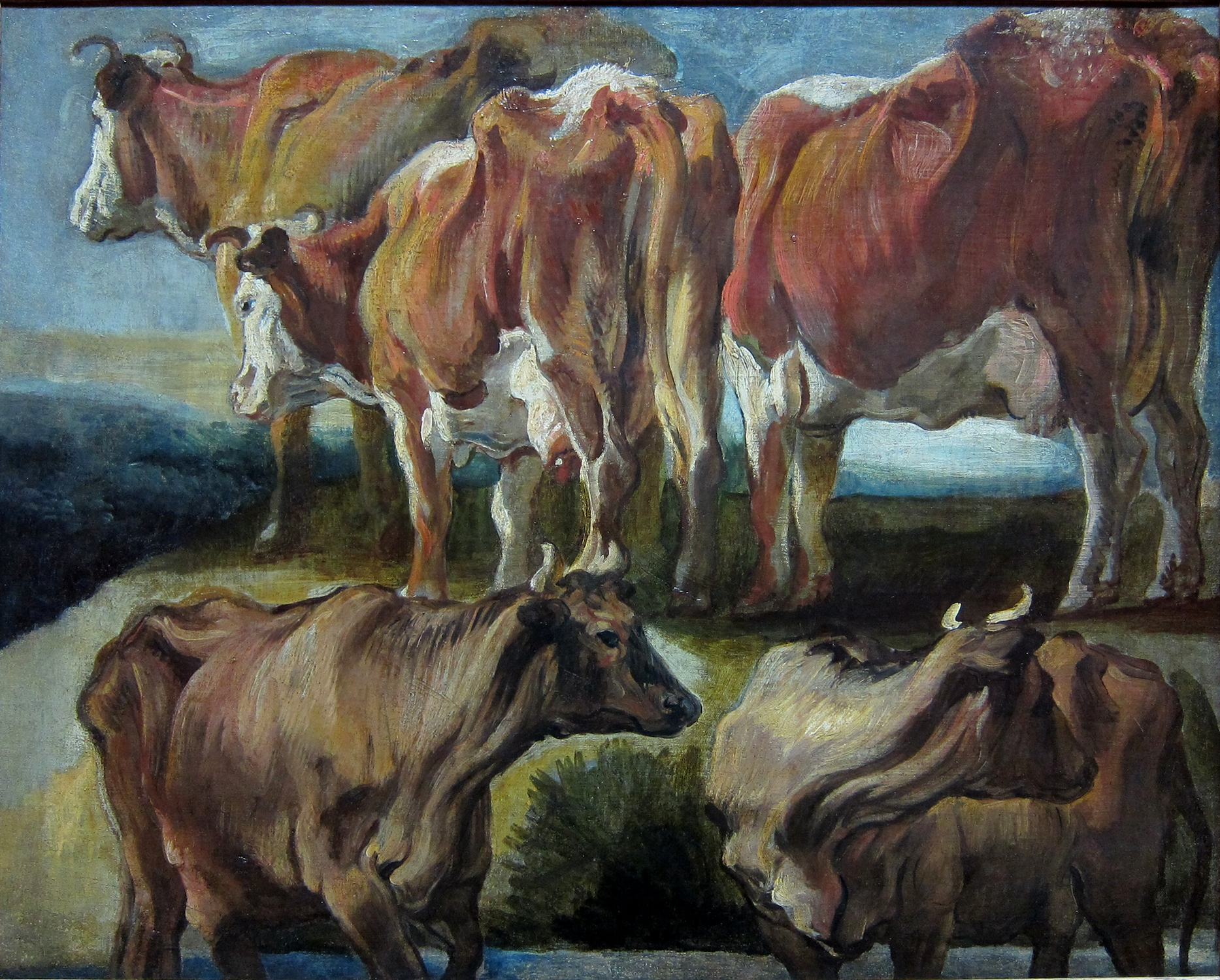
Jacob Jordaens, Estudio de cinco vacas.
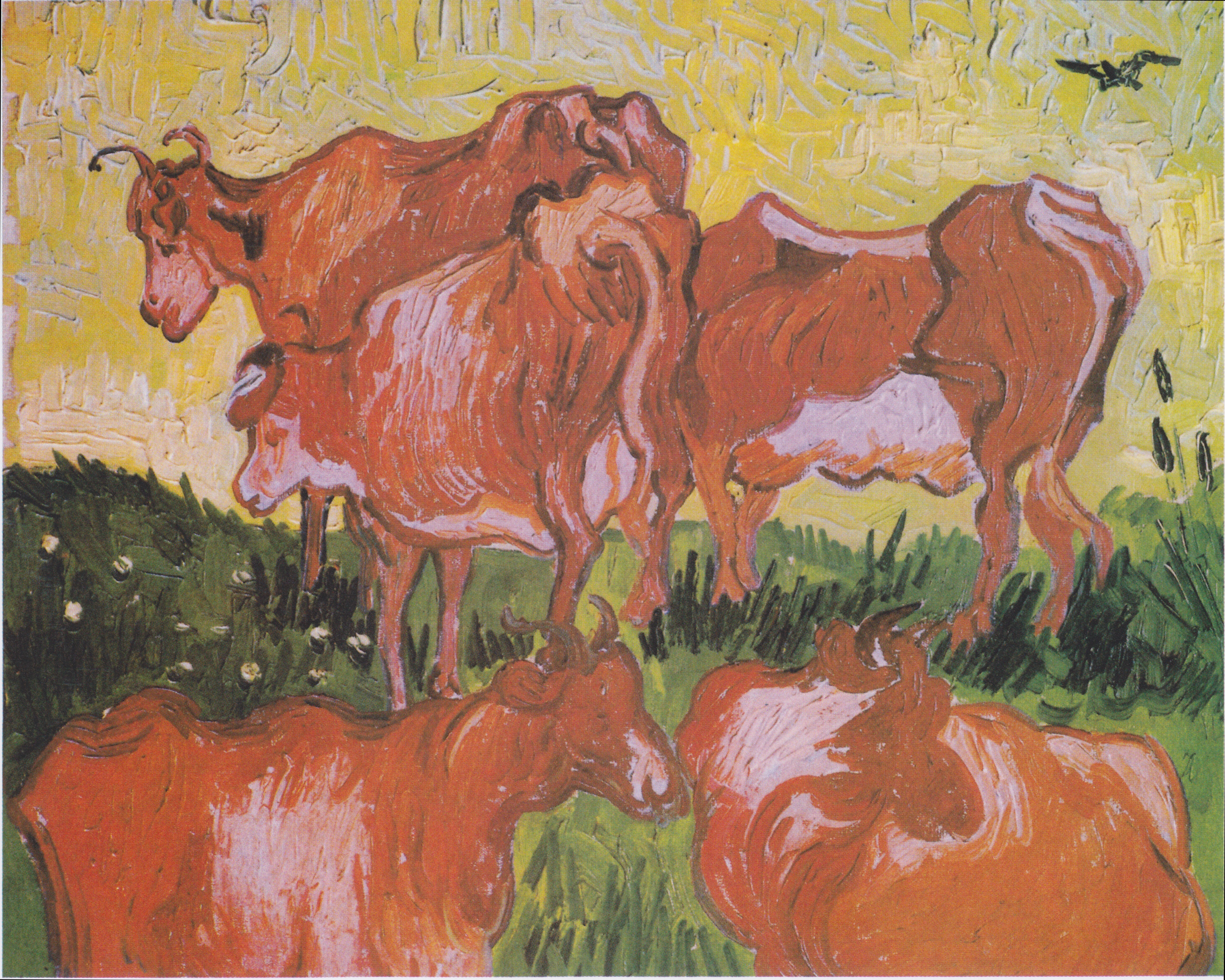
Vincent van Gogh, Vacas (copia de Jordaens), 1890, Palais des Beaux-Arts de Lille, Francia.

## Copias de Jean-François Millet

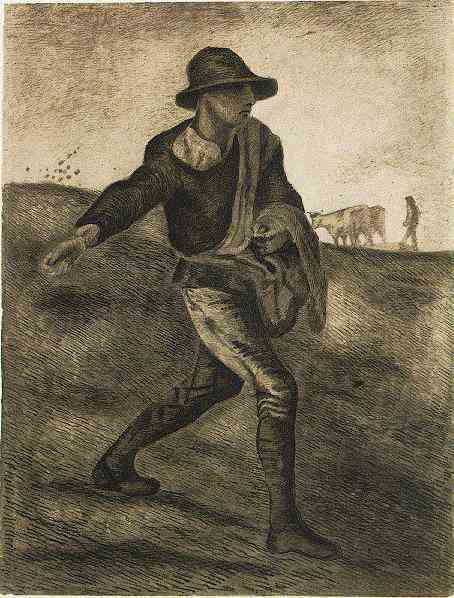
Vincent van Gogh, El sembrador (copia de Millet), dibujo, 1881.

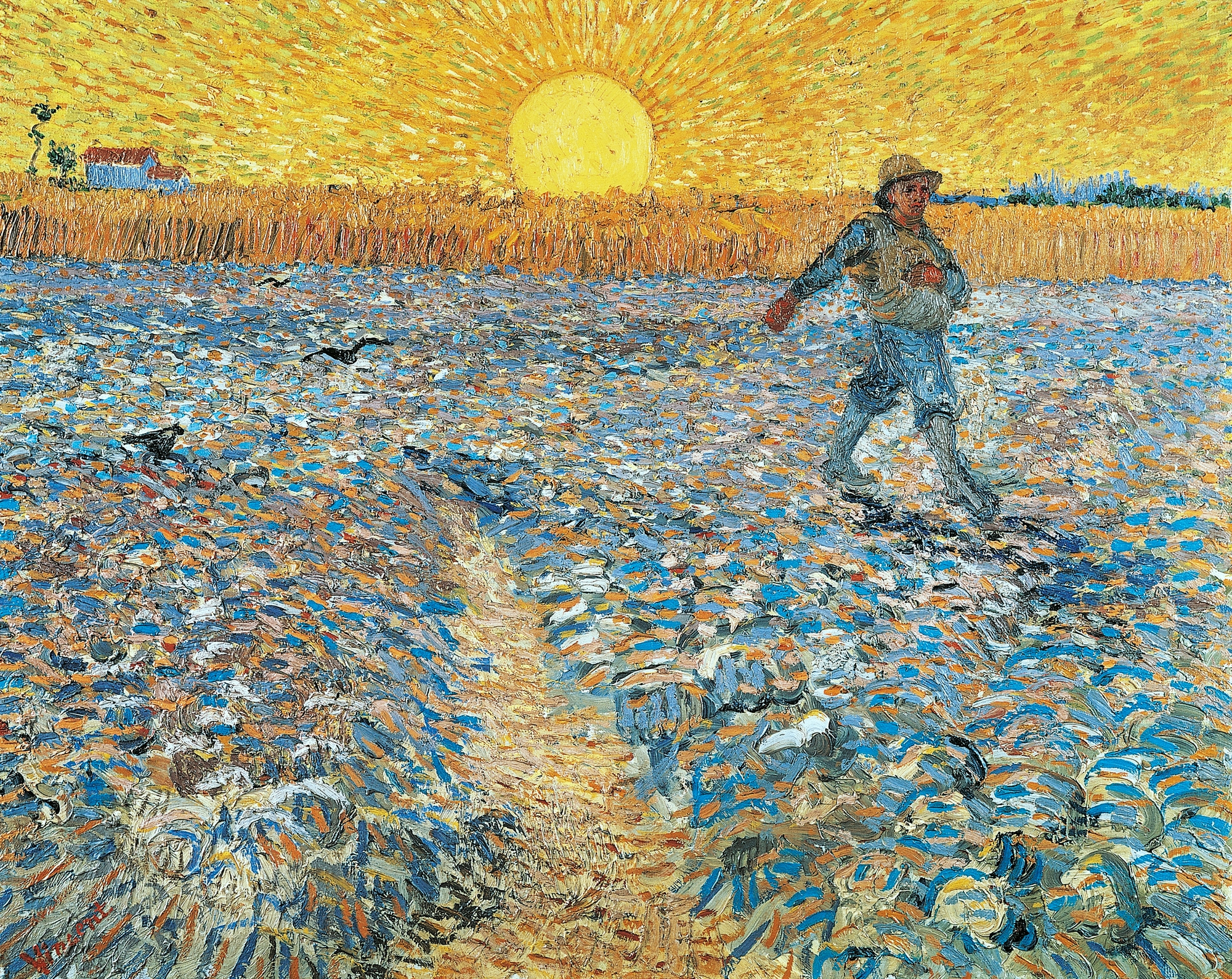
Vincent van Gogh, El sembrador, Arlés, Francia, junio de 1888, Museo Kröller-Müller, Otterlo, Países Bajos.

### Antecedentes
El género bucólico, que influyó enormemente en Van Gogh, se inició en los años 1840 con la obra de Jean-François Millet y Jules Breton, entre otros. En 1885 Van Gogh describió la representación de campesinos como la contribución más importante del arte moderno. Calificó de "elevadas" las obras de tema religioso de Millet y Breton. Un denominador común de los escritores y pintores que admiraba era el tratamiento sentimental de los pobres y oprimidos. La dedicación de los agricultores era para él un ejemplo de la actitud con que debía abordar la pintura: "Hay que emprender la obra con confianza, con cierta seguridad de que se está haciendo algo razonable, como el labrador que ara la tierra... [como quien] arrastra la grada tras de sí. Si no se tiene caballo, uno es su propio caballo". Sobre la representación de campesinos, Vincent le escribió a su hermano Theo: "¿Cómo lograré algún día pintar lo que tanto amo?"
El Museo Van Gogh dice de la influencia de Millet en Van Gogh: "Los cuadros de Millet, con sus representaciones inéditas de campesinos y sus labores, marca un punto decisivo en el arte del siglo XIX. Antes de Millet, la figura del campesino no era más que uno de los muchos elementos de los paisajes pintorescos o nostálgicos. En la obra de Millet, los labradores se revisten de heroísmo y realidad. Millet era el único gran maestro de la Escuela de Barbizon al que no le interesaba la representación 'pura' de los paisajes".
En Saint-Rémy Van Gogh pintó veintiún cuadros que eran "traducciones" de la obra de Jean-François Millet. El neerlandés no se proponía que sus pinturas fuesen copias exactas de los originales. Refiriéndose específicamente a las obras inspiradas en Millet, explicó: "No es una simple réplica lo que uno hace. Es más bien traducir a otro lenguaje, el del color, las impresiones del claroscuro y el blanco y negro". Entre otras, hizo una copia de Las espigadores de Millet. 
Theo le escribió a Vincent: "Las copias de Millet son quizá lo mejor que has hecho hasta ahora, y me hacen pensar que el día que te decidas a pintar composiciones de figuras,  podremos esperar grandes sorpresas".

### Tabla de copias de Millet
| Versión de Millet | Versión de Van Gogh                                                                                        | Comentarios |
| --- | --- | --- |
| Mañana. Yendo a trabajar, hacia 1858-1860, Museo Van Gogh, Ámsterdam.                                                            | Mañana. Pareja de campesinos yendo a trabajar, 1890, Museo del Hermitage, San Petersburgo, Rusia.          | Millet creó una serie de xilografías titulada "Las cuatro horas del día" (1860). Se dice que tomó la idea de un Libro de horas, género de manuscritos iluminados medievales según el cual la vida rural transcurría conforme a los ritmos de Dios y la naturaleza. En esta obra, el hombre y la mujer, recortados contra el sol de la mañana, se dirigen a los sembradíos. La austeridad de la composición representa las duras condiciones de la vida rural. Van Gogh dijo del grabado de Millet: "Parecen pintados con la misma tierra que van a labrar". |
| Descanso de mediodía, 1866, Museo de Bellas Artes, Boston.                                                                       | La siesta o Descanso de mediodía,1890, Museo de Orsay, París.                                              | Aunque es fiel a la composición de Millet, Van Gogh emplea el color para representar la placidez de la siesta de mediodía. El uso de colores contrastantes —azul violáceo y amarillo anaranjado— imprime a la obra la intensidad que caracteriza el estilo del neerlandés. |
| Fin de la jornada, 1867-1869, Memorial Art Gallery, Universidad de Rochester, Nueva York.                                        | Hombre en un campo o Atardecer. Fin de la jornada, noviembre de 1889, Museo de Arte Menard, Komaki, Japón. | En esta obra, un labrador termina la jornada perfilado contra el cielo del atardecer. Van Gogh utilizó matices vivos de amarillo y violeta, y su singular técnica divisionista. Aunque sella la obra con su estilo personal, se mantiene fiel a la composición de Millet. |
| Noche, 1867, Museo de Bellas Artes, Boston.                                                                                      | Horas de la noche, octubre de 1889, Saint-Rémy, Museo Van Gogh, Ámsterdam.                                 | El cuadro representa la vida feliz de una familia del campo: padre, madre e hijo. La imagen parece bañada en luz amarilla como la Sagrada Familia. Una lámpara proyecta largas sombras multicolores sobre el suelo de la humilde morada. La paleta de Van Gogh comprende sombras suaves de verde y púrpura. El neerlandés se basó en un grabado de Millet de "Las cuatro horas del día". |
| Primeros pasos, hacia 1858, Museo de Arte Lauren Rogers, Laurel, Misisipi.                                                       | Primeros pasos, 1890, Museo Metropolitano de Arte, Nueva York.                                             | Para crear esta copia, Van Gogh se basó en una fotografía de la pintura original. En vez de colores vibrantes, utilizó matices relativamente tenues de amarillo, verde y azul. El cuadro representa al padre, quien, acuclillado con sus aperos en el suelo, extiende los brazos para recibir al hijo, dispuesto a dar sus primeros pasos. La madre guía el andar del niño en actitud protectora. |
| El sembrador, 1850, Museo de Bellas Artes, Boston.                                                                               | El sembrador, 1889, Colección Niarchos, Zúrich.                                                            | Con más de 30 cuadros del sembrador, Van Gogh exploró el simbolismo de la siembra: "No se espera recibir de la vida lo que ya se aprendió que ella no puede dar; antes bien, uno comprende que la vida es como la temporada de siembra, y que aún no es momento de cosechar". Mientras el sembrador esparce las semillas, se ve a otro labrador en un campo cercano arando la tierra. Van Gogh representó al sembrador "en su forma más simple", en tonos de azul, rojo, amarillo, púrpura y naranja, lo que da vida y sentido a la composición de los ciclos eternos de la vida. |
| El sembrador, 1850, Museo de Bellas Artes, Boston                                                                                | El sembrador, 1889 Museo Kröller-Müller, Otterlo, Países Bajos..                                           | La admiración de Van Gogh por la obra de Millet procedía del sentimiento que el francés infundía en ella y el modo en que honraba el trabajo agrícola de los campesinos. Para Van Gogh, arar, sembrar y cosechar eran símbolos del dominio del hombre sobre la naturaleza y sus eternos ciclos de vida. Kay Larson, de la revista New York, escribió de la obra de Millet: "El sembrador, que avanza a grandes trancos como una fuerza de la naturaleza por la tierra fría, recién arada, es tan icónico que Simon & Schuster lo adoptó como logotipo". |
| Jacques Adrien Lavieille, El segador, 1853 (copia de un dibujo de Millet de 1852), Instituto de Arte de Chicago.                 | El segador, 1889, Colección privada.                                                                       | En el dominio del hombre sobre los ciclos de la naturaleza, "el sembrador y las gavillas de trigo representaban la eternidad, y el segador con su guadaña, la muerte irrevocable." Con relación al segador, en una carta de 1889 a su hermana, Van Gogh expresó su punto de vista simbólico, espiritual, de quienes trabajan en la naturaleza: "¿No somos nosotros, que vivimos de pan, en gran medida como el trigo? ¿No debemos al menos someternos a crecer como una planta inmóvil, es decir, de cualquier modo que nuestra imaginación nos sugiera, y a ser segados cuando estemos maduros, como el trigo mismo?" Van Gogh habló del significado simbólico del segador: "Porque en el segador —una figura ambigua que se afana con furia en medio del calor para llevar a cabo su tarea— veo la imagen de la muerte, en el sentido de que la humanidad podría ser el trigo que él está segando. Así que, si se quiere, es lo contrario del sembrador que quise crear antes. Pero no hay nada triste en esta muerte: avanza en pleno día, bajo el sol que todo lo inunda con una luz de oro puro". |
| Jacques Adrien Lavieille, El cosechador, 1853 (copia de un dibujo de Millet de 1852), Instituto de Arte de Chicago.              | Segador con una hoz, 1889, Museo Van Gogh, Ámsterdam.                                                      | Sobre la creación de este y otros cuadros basados en la serie "Labores del campo" de Millet, Van Gogh comentó que, en vista de la falta de modelos, le complacía haber terminado siete de los diez cuadros de la serie. |
| Jacques Adrien Lavieille, Mujer rastrillando heno, 1853 (copia de un dibujo de Millet de 1852), Instituto de Arte de Chicago.    | Mujer con un rastrillo,1889, Colección privada.                                                            | |
| Jacques Adrien Lavieille, Mujer recogiendo lino, 1853 (copia de un dibujo de Millet de 1852).                                    | Campesina atando gavillas,1889, Museo Van Gogh, Ámsterdam.                                                 | En la Campesina atando gavillas (copia de Millet), la obra de Van Gogh muestra una belleza dada por su simplicidad y amor por la naturaleza. La expresión de la mujer se nos oculta; su cabeza semeja una de las gavillas de trigo recogido. El verdadero centro de la escena es el cuello doblado de la campesina. |
| Jacques Adrien Lavieille, El atador de gavillas, 1853 (copia de un dibujo de Millet de 1852), Instituto de Arte de Chicago.      | El atador de gavillas,1889, Museo Van Gogh, Ámsterdam.                                                     | |
| Jacques Adrien Lavieille, Mujer machacando lino, 1853 (copia de un dibujo de Millet de 1852), Instituto de Arte de Chicago.      | Campesina machacando lino, 1889, Museo Van Gogh, Ámsterdam.                                                | |
| Jacques Adrien Lavieille, El trillador, 1853 (copia de un dibujo de Millet de 1852, Instituto de Arte de Chicago.                | El trillador, 1889, Museo Van Gogh, Ámsterdam.                                                             | |
| Dos hombres removiendo la tierra, 1866, Museo de Bellas Artes, Boston.                                                           | Dos hombres removiendo la tierra, 1889, Museo Stedelijk, Ámsterdam.                                        | |
| El leñador, 1853-1854, Museo Metropolitano de Arte, Nueva York.                                                                  | El leñador, 1890, Museo Van Gogh, Ámsterdam.                                                               | |
| Jacques Adrien Lavieille, Mujer esquilando una oveja,1853 (copia de un dibujo de Millet de 1852). Museo de Bellas Artes, Boston. | La esquiladora, 1889, Museo Van Gogh, Ámsterdam.                                                           | |
| Jean-Baptiste Millet, La pastora sentada (grabado, copia de Jean-François Millet), hacia 1874, varias colecciones.               | La pastora, 1889, Museo de Arte de Tel Aviv, Israel.                                                       | El original copiado por Van Gogh es un grabado de Jean-Baptiste Millet (21.9 × 27.3 cm, copia a su vez de un dibujo de su hermano Jean-François). Los contornos marcados de la figura inspiraron a Van Gogh para crear el dibujo Dolor. |
| Jacques Adrien Lavieille, La hilandera, 1853 (copia de un dibujo de Millet de 1852), Instituto de Arte de Chicago.               | La hilandera, 1889, Colección Sara y Moshe Mayer, Museo de Arte de Tel Aviv, Israel.                       | |
| La llanura de Chailly con una grada y un arado, 1862, Galería Belvedere, Viena.                                                  | Grada y arado, enero de 1890, Museo Van Gogh, Ámsterdam.                                                   | Van Gogh se inspiró en el óleo de Millet y el aguafuerte de Alfred Delaunay para crear este cuadro, en el que añadió cuervos e imprimió al paisaje invernal un carácter más triste, desolador y frío. La paleta, la composición y las pinceladas tienen el sello único de Van Gogh. |
| Las espigadoras, 1857, Museo de Orsay, París.                                                                                    | Dos campesinas cavando en la nieve, abril de 1890, Fundación E. G. Bührle, Zúrich, Suiza.                  | Van Gogh se inspiró en Las espigadoras de Millet para representar a las campesinas que cavan en un campo de nieve congelada. Esta copia es aún más inexacta que las demás. El sol poniente proyecta un fulgor tibio sobre el campo nevado. Los colores frescos del campo contrastan con el rojo del sol y el cielo. Jan Hulsker considera la obra una de las "reminiscencias del Norte" de Van Gogh. |

## Copias de Rembrandt
Van Gogh aprendió de Rembrandt a pintar la luz penetrando en la oscuridad. Se diría que la influencia del maestro del siglo de oro neerlandés se hizo sentir una noche de 1877, cuando Van Gogh caminaba por Ámsterdam. Escribió: "La tierra estaba oscura; el cielo, aún iluminado por el fulgor del sol ya puesto; la fila de casas y torres que destacaban entre ellas; las luces de las ventanas; por todas partes, todo reflejado en el agua". Van Gogh consideraba a Rembrandt particularmente hábil para observar la naturaleza y expresar emociones con mucha ternura.

No está claro si en sus copias de Rembrandt Van Gogh buscaba reproducir determinadas obras o el espíritu de las figuras que su antecesor representaba. Los ejemplos de los ángeles y La resurrección de Lázaro de Rembrandt se reproducen aquí con fines ilustrativos.

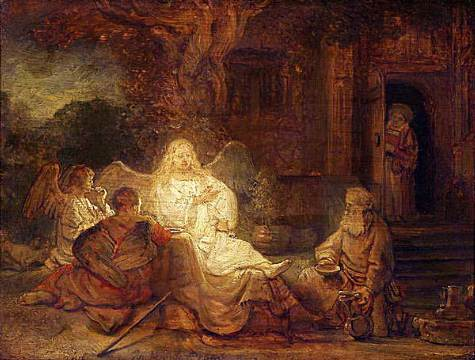
Rembrandt, Abraham y los tres ángeles, 1646.
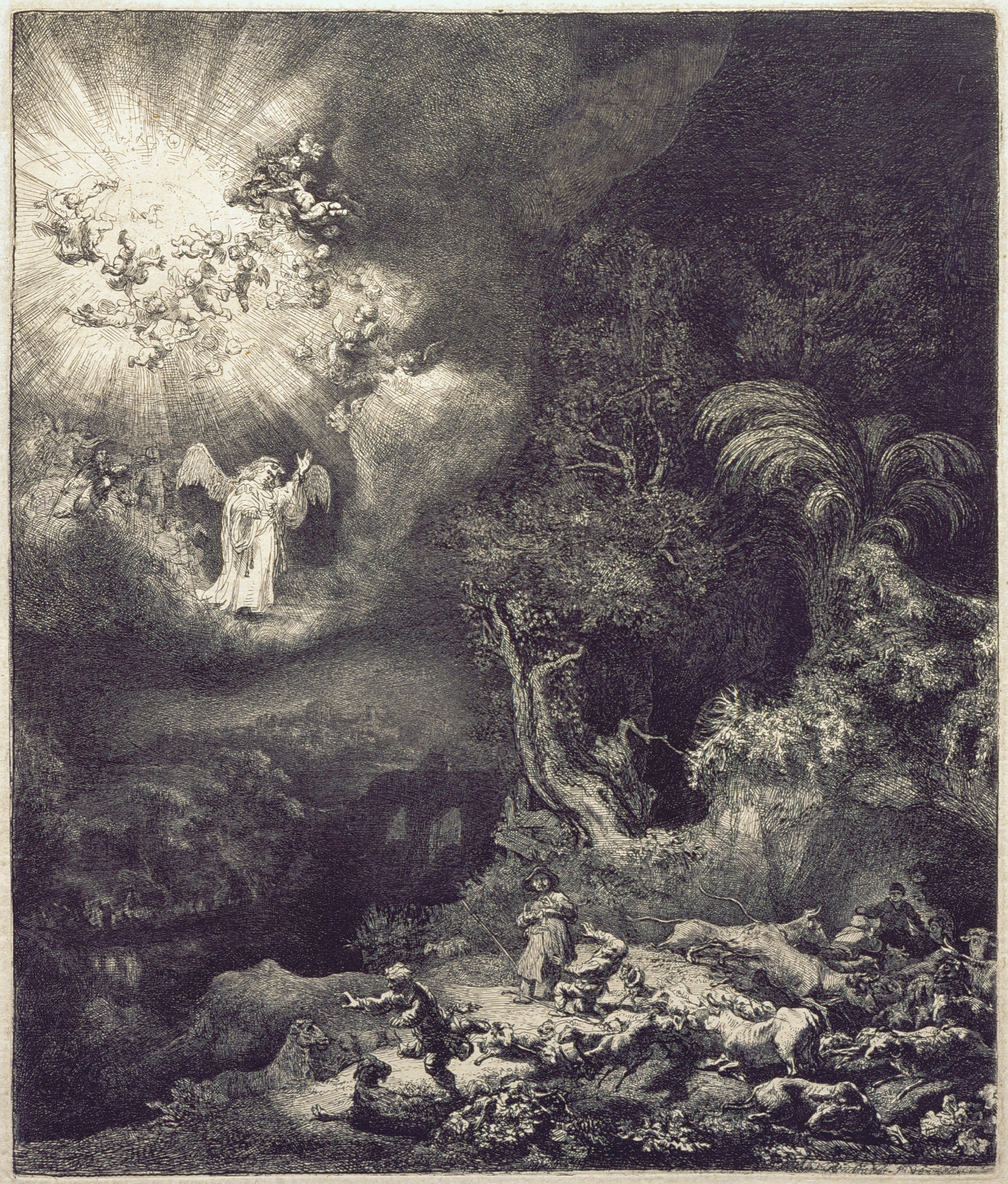
Rembrandt, El ángel apareciéndose a los pastores, 1634.
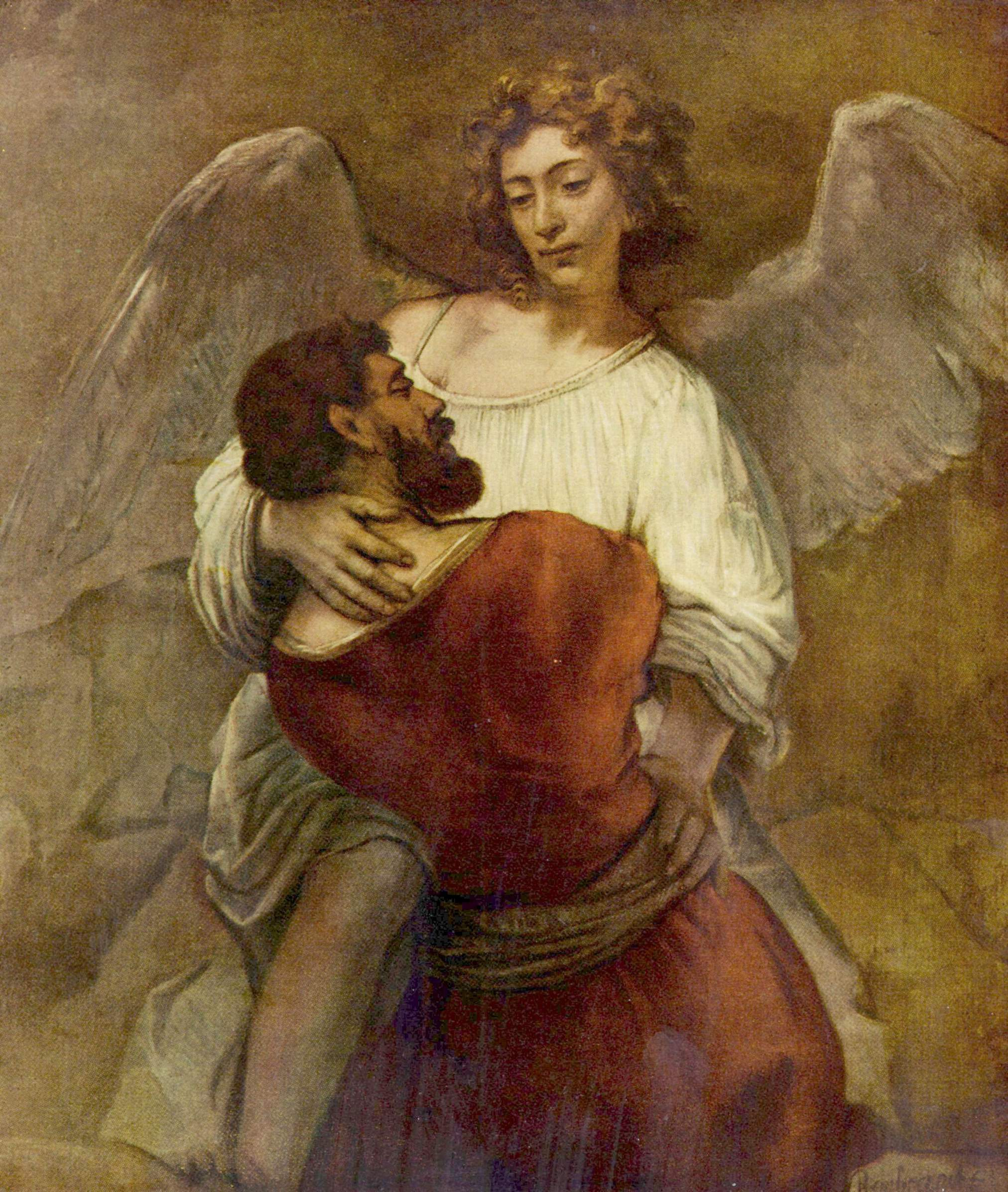
Rembrandt, Jacob luchando con el ángel, 1659.
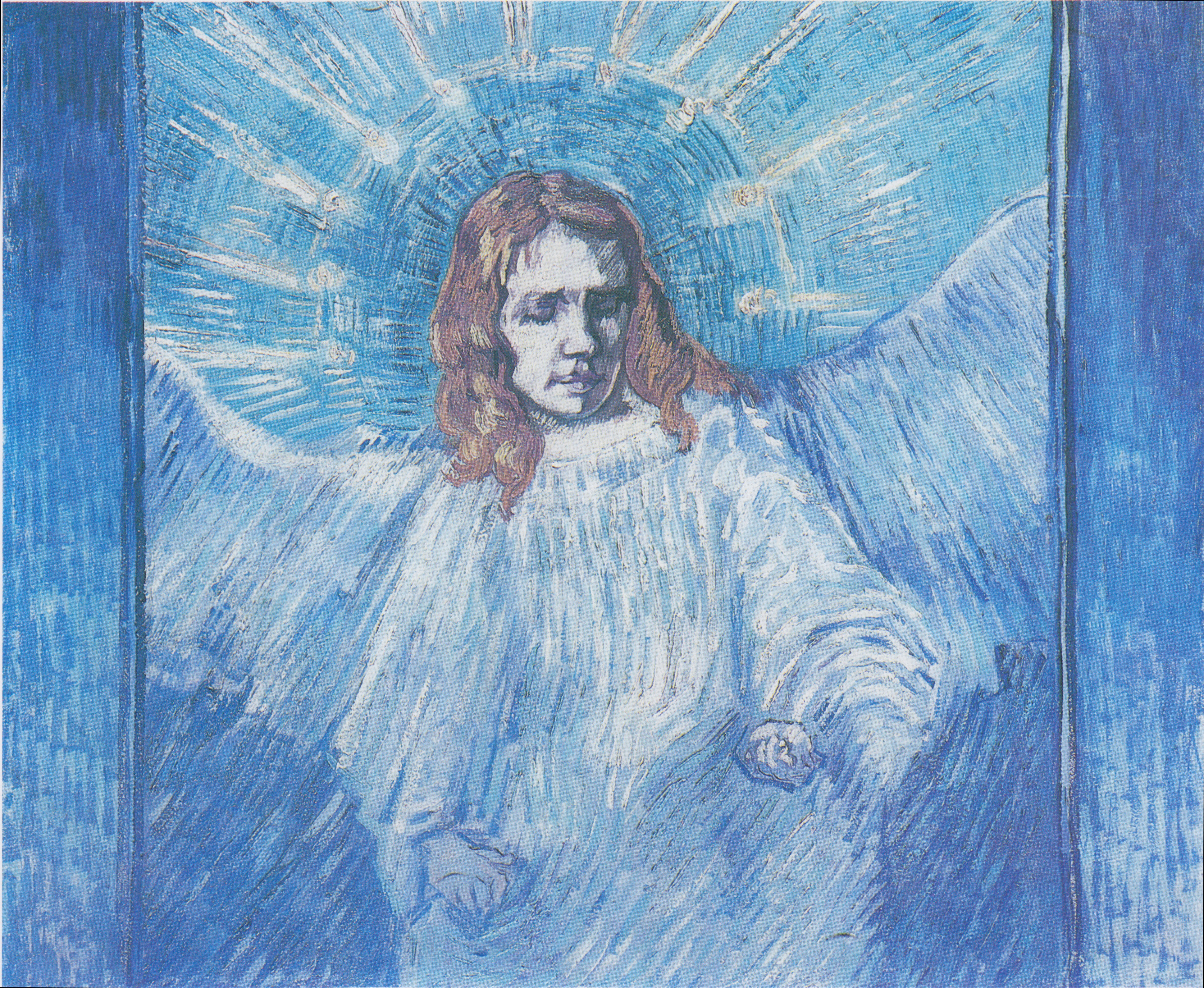
Vincent van Gogh, Media figura de ángel (copia de Rembrandt), 1889

En su versión de La resurrección de Lázaro (copia de Rembrandt), Van Gogh representa a Cristo con el sol como símbolo del poder curativo de la fe. Hay otras dos alusiones a Jesús en el hecho representado y la composición: es él quien resucita milagrosamente a Lázaro, y con ello prefigura su propia muerte y resurrección.
En la escena aparecen Lázaro y sus dos hermanas. Se emplean blancos, amarillos y violetas en la figura de Lázaro y la cueva. Una de las mujeres lleva un vestido verde vibrante y tiene el cabello anaranjado. La otra tiene el cabello negro y usa una túnica de rayas verdes y rosas. Detrás de ellos se extiende el campo azul y relumbra el sol amarillo.

En su copia, Van Gogh recortó drásticamente la composición del aguafuerte con buril de Rembrandt y eliminó la figura de Cristo, centrando la atención en Lázaro y sus hermanas. Se ha especulatdo que en sus rostros se pueden reconocer las fisonomías del artista y sus amigas Augustine Rouline y Marie Ginoux. Van Gogh acababa de recuperarse de una larga enfermedad, y es posible que se haya identificado con la milagrosa resurrección bíblica, de cuyas figuras dijera: "Son los personajes de mis sueños".

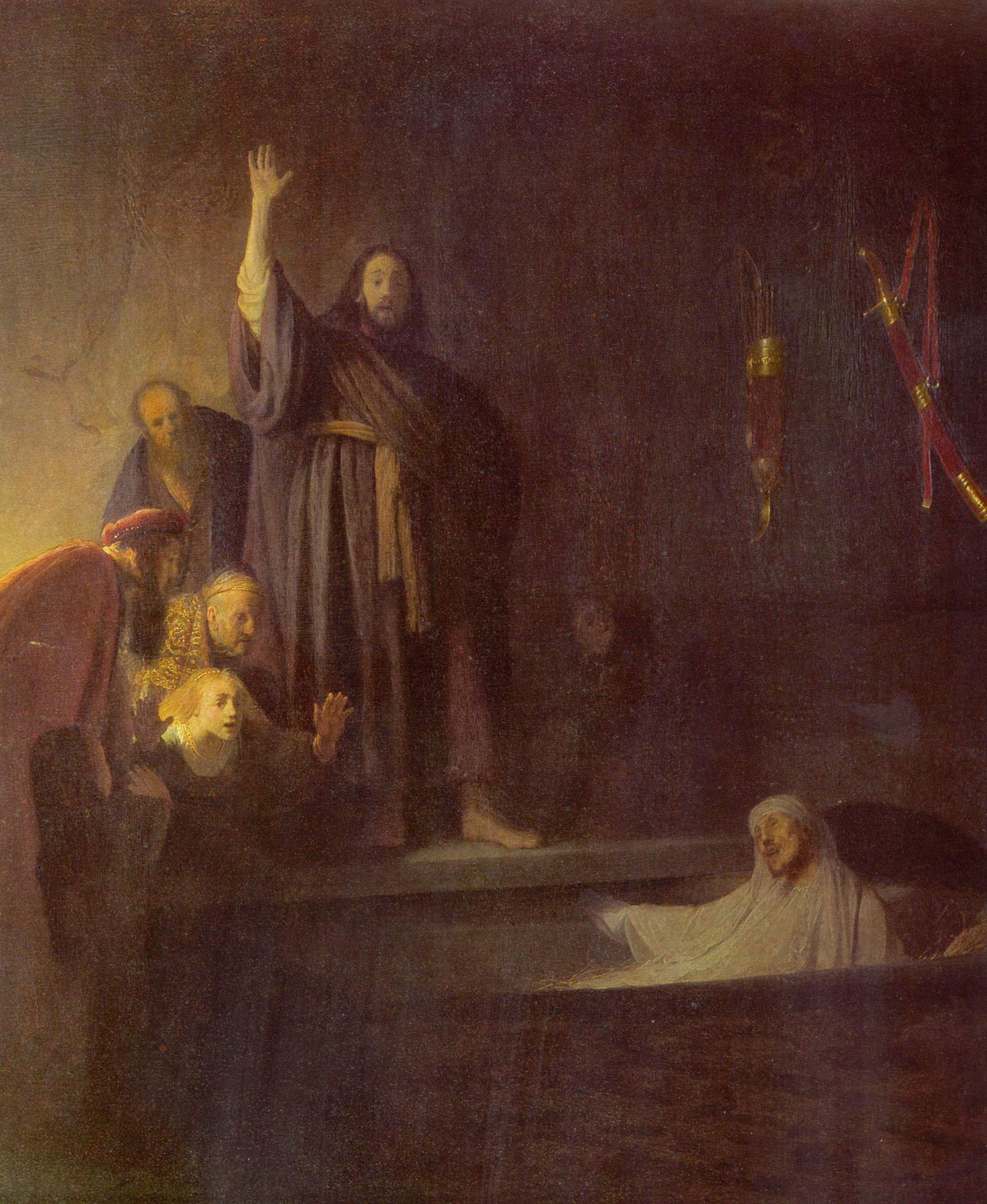
Rembrandt, La resurrección de Lázaro, óleo sobre roble, hacia 1630-1632, Museo de Arte del Condado de Los Ángeles.
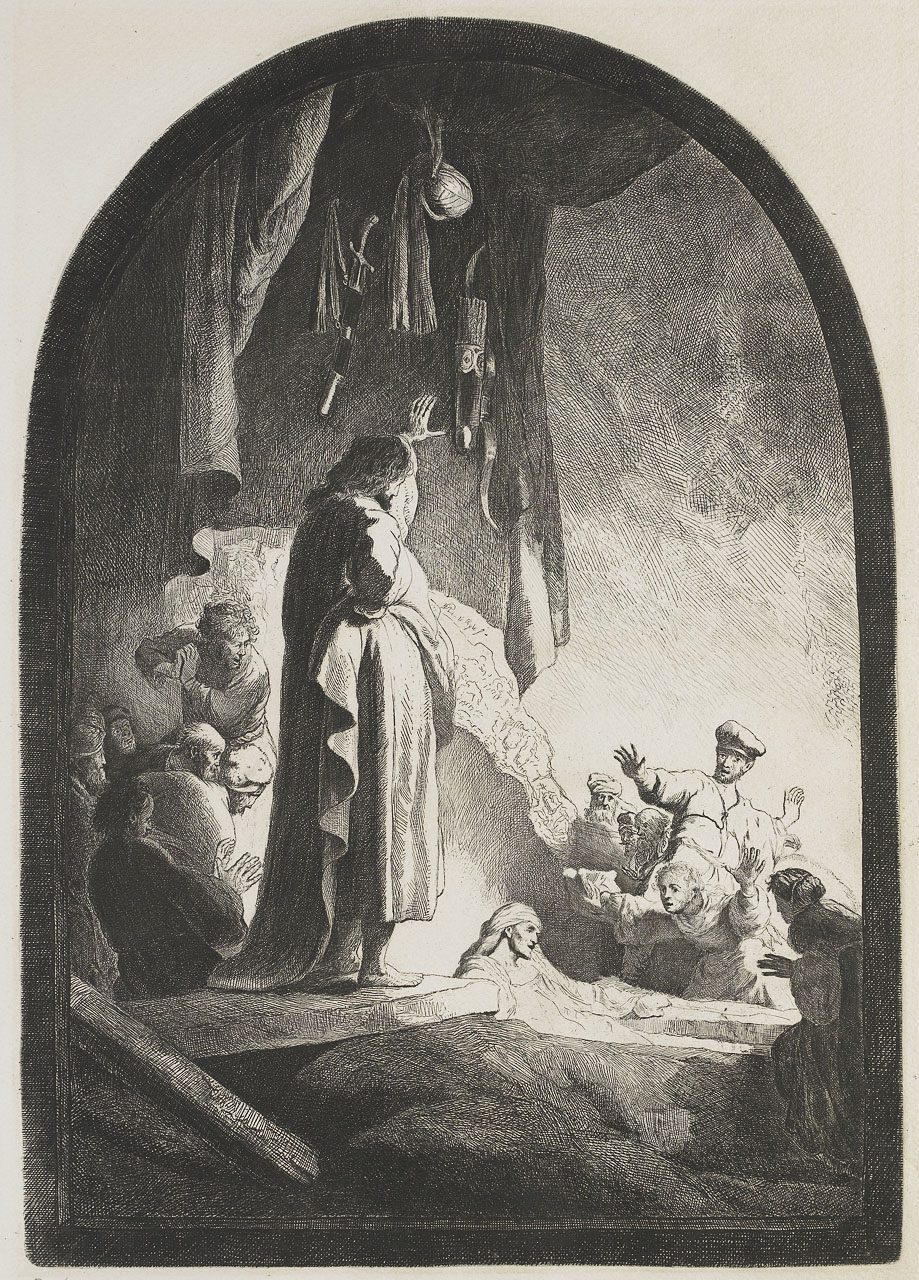
Rembrandt, La resurrección de Lázaro, aguafuerte y buiril sobre papel, hacia 1632, Rijksmuseum, Ámsterdam.
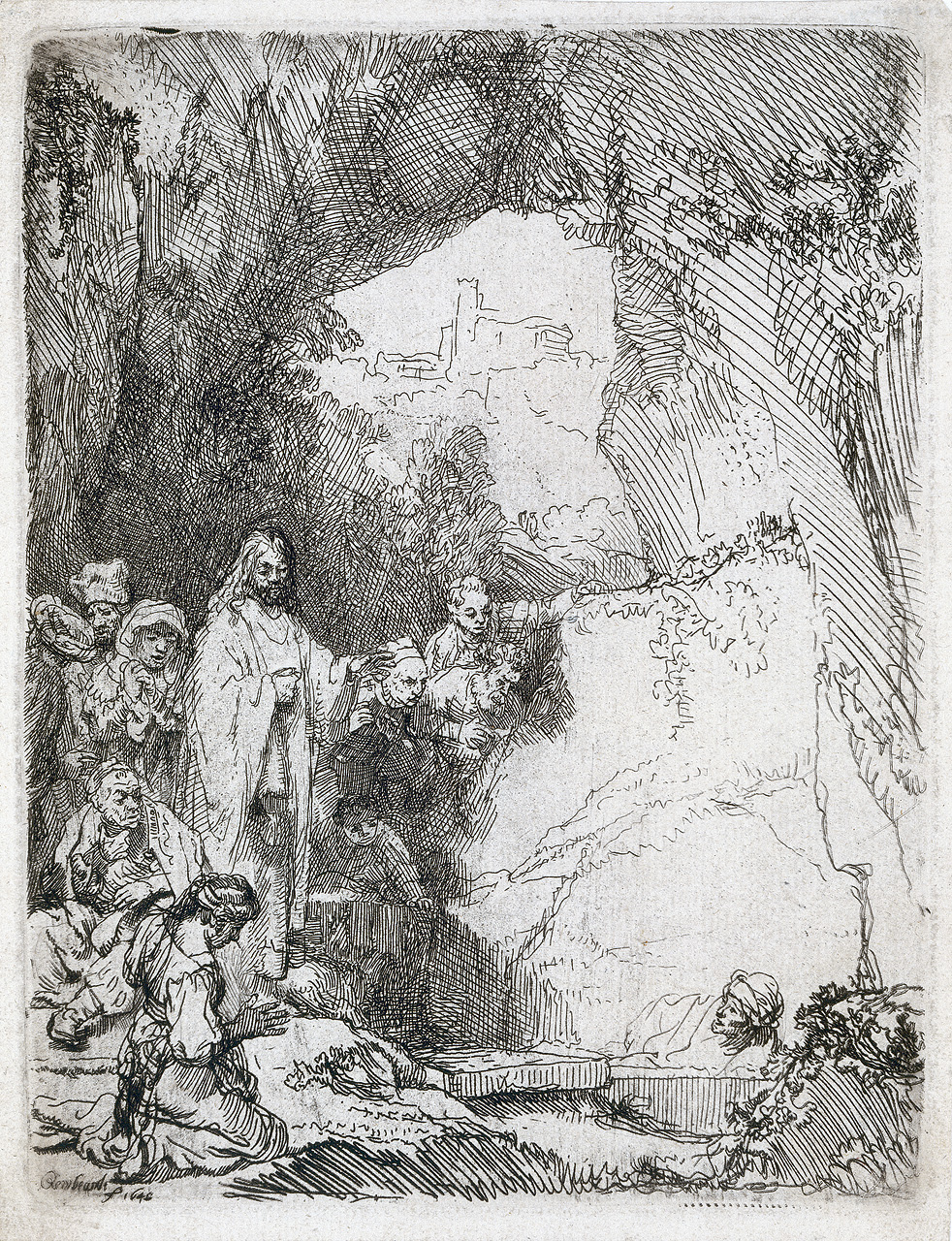
Rembrandt, La resurrección de Lázaro, aguafuerte sobre papel, 1642, Rijksmuseum, Ámsterdam.
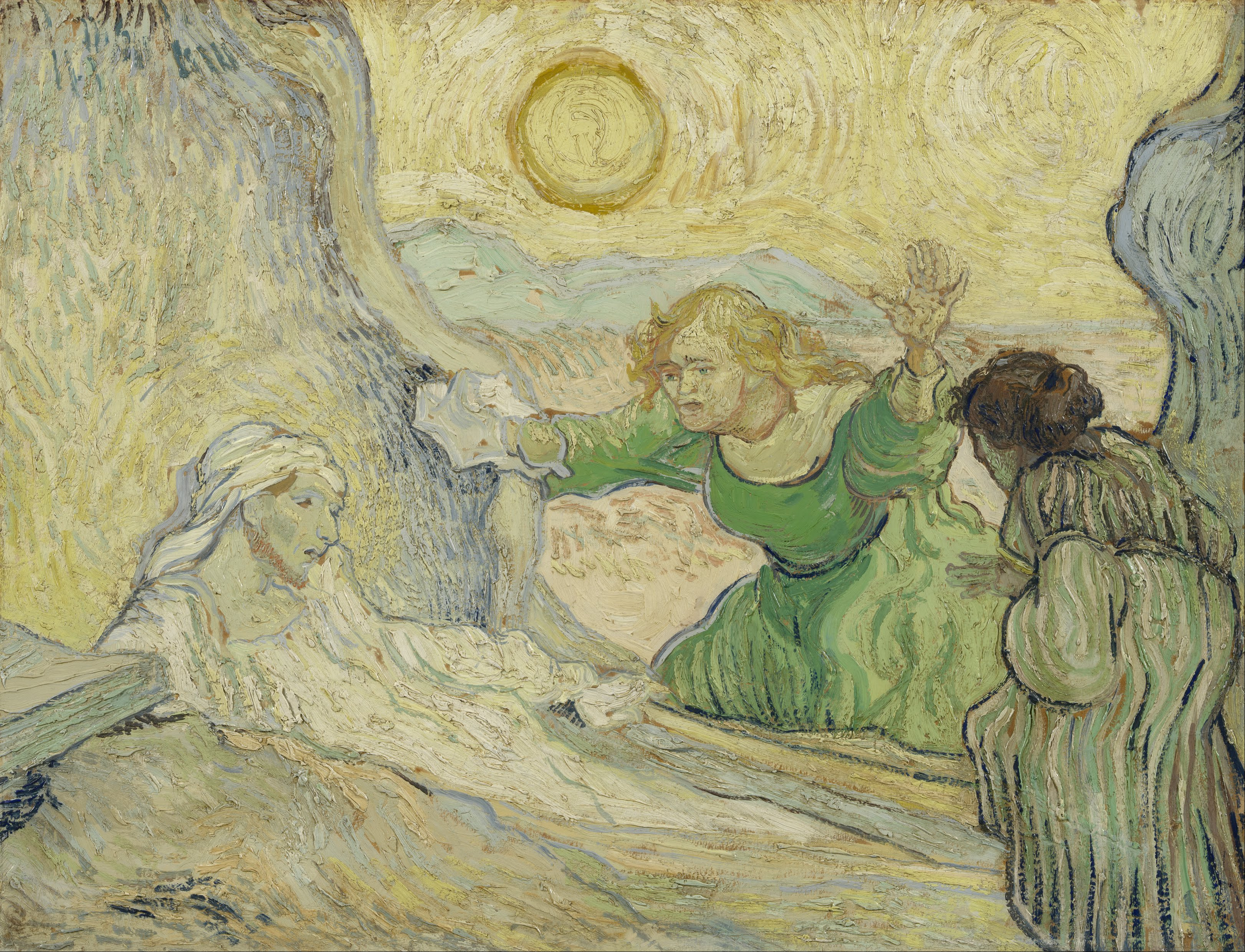
Vincent van Gogh, La resurrección de Lázaro (copia de Rembrandt), 1890, Museo Van Gogh, Ámsterdam.